# トヨタ自動車の車種一覧
トヨタ自動車の車種一覧（トヨタじどうしゃのしゃしゅいちらん）では、トヨタ自動車が販売する車種、過去に公開したコンセプトカー、過去に発売していた車種などについて記述する。「レクサス」ブランドについては、「レクサスの車種一覧」を参照。

## 日本国内向け現行車種
| セダン（サルーン）               |                                          |                                  |                                            |                | |                                                                             |
| Century                          | センチュリー（セダンタイプ）             | 1967年                           | 2018年6月22日 （3代目）                    |                | トヨタ自動車が誇る「日本を代表するショーファーカー」。 21年2か月ぶりにフルモデルチェンジを受けた3代目は、従来までの「センチュリー」らしさを引き継ぎつつ、最新の環境性能、安全性、快適性を携えてデビューを飾った。 日本国内専用モデルである。 当車種に関しての知識を備えた販売員「センチュリーマイスター」が在籍しない一部のトヨタ販売店では販売していない。 | トヨタ自動車 東日本 東富士工場 （静岡県）                                   |
| CROWN                            | クラウン                                 | 1974年 (1955年)                  | 2023年11月2日 （7代目,シリーズ通算16代目） |                | 60年以上の長い歴史を重ねる、トヨタの代表車種の16代目モデルのセダンモデル。 パワートレインは直4 2.5Lマルチステージハイブリッドと燃料電池自動車（FCV）の2種。 | トヨタ自動車 元町工場 （愛知県）                                            |
| MIRAI                            | MIRAI                                    | 2014年                           | 2020年12月9日 （2代目）                    |                | 量産車として世界初のセダン型燃料電池自動車（FCV）。 | トヨタ自動車 元町工場 （愛知県）                                            |
| PRIUS                            | プリウス                                 | 1997年                           | 2023年1月10日 （5代目）                    |                | 世界初の量産ハイブリッド専用車として、「ハイブリッド車」の代名詞的な存在となったトヨタの基幹車種のひとつ。 5代目は「Hybrid Reborn」をコンセプトに、従来の強みである高い環境性能に加え、「一目惚れするデザイン」と「虜にさせる走り」を兼ね備えたエモーショナルなクルマを目指して開発された。 北米・欧州をはじめ世界の様々な国と地域に投入されているが、中国と東南アジア諸国では未発売。 | トヨタ自動車 堤工場 （愛知県）                                              |
| COROLLA                          | カローラ                                 | 1966年                           | 2019年9月17日 （12代目）                   | 2022年10月3日  | 50年以上の長い歴史を重ねる、トヨタの礎とも呼べるグローバル・スタンダードセダン。 日本市場では9代目カローラセダン以来、12年11か月ぶりとなる無印のカローラ名義に回帰した。 3ナンバーボディーでありながら、日本の道路・交通事情に特化させた「12代目カローラセダン」のナローボディーモデル。 | トヨタ自動車 高岡工場 （愛知県）                                            |
| COROLLA Axio                     | カローラ アクシオ                        | 2006年                           | 2012年5月11日 （2代目）                    | 2022年8月22日  | グローバルで販売される「カローラ」と全く異なり、3代目ヴィッツのプラットフォームをベースに開発された小型4ドアセダン。 日本以外では、香港において（無印の）「カローラ」として2013年2月から2019年8月まで販売されていた。 | トヨタ自動車 東日本 宮城大衡工場 （宮城県）                                 |
| スポーツ/クーペ                  |                                          |                                  |                                            |                | |                                                                             |
| GR86                             | GR86                                     | 2012年                           | 2021年10月28日（2代目）                    |                | SUBARUと共同開発したFRスポーツで、「スバル BRZ」は姉妹車。 水平対向4気筒2.4 Lエンジンを搭載する。 北米市場では、当初サイオンブランドから「サイオンFR-S」として 発売されたが、同ブランドの廃止に伴い、2016年秋から 「TOYOTA 86」に改称。また欧州のみ「GT86」として販売。 2代目モデルから「GR86」に改名。 | SUBARU 群馬製作所 本工場 （群馬県）                                         |
| GR Supra                         | スープラ                                 | 1986年                           | 2019年5月17日 （5代目）                    |                | 通称「GRスープラ」。 BMWと共同開発したFRスポーツで、「BMW Z4」は姉妹車。 | BMW マグナ・シュタイア （オーストリア）                                     |
| GR COROLLA                       | GRカローラ                               | 2022年                           | 2022年12月2日                              |                | 12代目カローラスポーツをベースに開発された5ドアホットハッチ。 お客様を虜にするカローラを取り戻したいという豊田章男の一言で開発が開始された。 2022年6月1日の発表当初は、一般販売と案内していたが、当初500台の抽選販売となり、今後の生産状況を見ながら追加販売される予定。 | トヨタ自動車 元町工場 （愛知県）                                            |
| GR YARiS                         | GRヤリス                                 | 2020年                           | 2020年1月10日                              | 2024年1月12日  | 4代目ヤリスをベースに開発された3ドアホットハッチ。 トヨタのスポーツカーブランド『GR』が手掛けた、GRスープラに続くブランド専用モデル第二弾。 プラットフォームはフロントがGA-B、リアがGA-Cという複合型である。 専用設計のスポーツカーのシャシーやエンジンを同業他社に頼ることの多かったトヨタとしてはMR-S以来の純内製であり、また、4WDの市販スポーツカーとしては1999年に販売を終了したST205型セリカ GT-FOUR以来となる。 2022年にはさらに手を加えた「GRヤリスGRMN」（通称「GRMNヤリス」）が500台限定で販売されている。 | トヨタ自動車 元町工場 （愛知県）                                            |
| SUV/クロスカントリー             |                                          |                                  |                                            |                | |                                                                             |
| CENTURY                          | センチュリー                             | 1967年                           | 2023年9月2日 （初代,シリーズ通算3代目）    |                | トヨタ自動車が誇る「日本を代表するショーファーカー」の新たな形として提案されたボディタイプ 3.5LのPHEVのみの設定となる。 日本国内専用モデルである。 当車種に関しての知識を備えた販売員「センチュリーマイスター」が在籍しない一部のトヨタ販売店では販売していない。 | トヨタ自動車 田原工場 （愛知県）                                            |
| LAND CRUISER 300                 | ランドクルーザー 300                     | 1954年                           | 2021年8月2日 （300系）                     |                | 日本車の中で最も長い歴史を積み重ねる、トヨタの最上級SUVのフルサイズフラッグシップモデル。 悪路走破性と信頼性は、世界中で高い評価を得続けるモデルである。 世界各国で販売されているが、欧州市場と中国では未発売。 | トヨタ車体 吉原工場 （愛知県）                                              |
| LAND CRUISER 70                  | ランドクルーザー 70                      | 1954年                           | 1984年11月 （70系）                        | 2023年11月29日 | 日本車の中で最も長い歴史を積み重ねる、トヨタの最上級SUVのヘビーデューティーモデル。 日本市場での販売は2004年に1度終了し、2014年から2015年にかけて期間限定販売され、2023年11月に復活し、カタログラインナップに再び加わった。 | トヨタ車体 吉原工場 （愛知県）                                              |
| LAND CRUISER 250                 | ランドクルーザー 250                     | 1954年                           | 2024年4月18日 （250系）                    |                | 日本車の中で最も長い歴史を積み重ねる、トヨタの最上級SUVのライトデューティーモデル。 北米・欧州市場では「ランドクルーザー」の名称で販売されている。 「ランドクルーザー」として長らく北米には導入されていなかったが、当モデルから北米にも導入が始まった。 | トヨタ車体 田原工場 （愛知県） 日野自動車 羽村工場 （東京都）               |
| HILUX                            | ハイラックス                             | 1968年                           | 2017年9月12日 （8代目）                    | 2020年8月19日  | 世界中で販売されるミドルサイズのピックアップトラック。 13年ぶりの発売となった日本仕様は、「ダブルキャブ」ボディのみの設定。 海外では2ドアの「シングルキャブ」、「エクストラキャブ」が用意される。 世界の6ヵ国で生産されており、日本仕様はタイ生産モデルを輸入販売している。 | Toyota Motor Thailand Co., Ltd.（TMT） バンポー工場 （タイ）                |
| CROWN SPORTS                     | クラウン（スポーツ）                     | 2023年 (1955年)                  | 2023年10月6日 （初代,シリーズ通算16代目）  |                | 60年以上の長い歴史を重ねる、トヨタの代表車種の16代目モデルのハッチバックモデル。 パワートレインは直4 2.5Lハイブリッドと同PHEVの2種。 | トヨタ自動車 堤工場 （愛知県）                                              |
| CROWN CROSSOVER                  | クラウン（クロスオーバー）               | 2022年 (1955年)                  | 2022年9月1日 （初代,シリーズ通算16代目）   |                | 60年以上の長い歴史を重ねる、トヨタの代表車種の16代目モデルから先行でリリースされたクロスオーバーモデル。 パワートレインは直4 2.4Lターボハイブリッド、直4 2.5Lハイブリッドの2種。 本モデルからは日本だけでなく海外でも初めてグローバル販売されている。 | トヨタ自動車 堤工場 （愛知県）                                              |
| HARRIER                          | ハリアー                                 | 1997年                           | 2020年6月17日 （4代目）                    |                | 日本を主要マーケットとするミドルサイズのSUV。 現行4代目は、5代目「RAV4」とプラットフォームを共用するモデルとなっている。 北米・中国（广汽トヨタ）では「ヴェンザ」として販売されている。。 | トヨタ自動車 高岡工場 （愛知県）                                            |
| RAV4                             | RAV4                                     | 1994年                           | 2019年4月10日 （5代目）                    |                | グローバル市場では「カローラ」に次ぐ販売規模を誇るミドルクラスのSUV。 中国では、广汽トヨタから「ワイルドランダー」として販売されている。 | トヨタ自動車 高岡工場 （愛知県） 豊田自動織機 長草工場 （愛知県）           |
| COROLLA CROSS                    | カローラクロス                           | 2020年                           | 2021年9月14日                              |                | カローラシリーズとしては初のSUVモデル。 国内モデルは、フロントのデザインが海外モデルとは異なる。 中国では、国内モデルと同様のデザインのモデルが「フロントランダー」として販売されている。 | トヨタ自動車 高岡工場 （愛知県）                                            |
| YARiS CROSS                      | ヤリスクロス                             | 2020年                           | 2020年8月31日                              |                | GA-Bプラットフォームを採用するBセグメントクロスオーバーSUV。 | トヨタ自動車 東日本 岩手工場 （岩手県）                                     |
| RAIZE                            | ライズ                                   | 2019年                           | 2019年11月5日                              |                | ダイハツ工業からのOEM供給を受けて販売するコンパクトSUV。 ベース車両は「ロッキー」。 | ダイハツ工業 滋賀（竜王）工場 第2地区 （滋賀県）                            |
| bZ4X                             | bZ4X                                     | 2021年                           | 2022年4月12日                              |                | SUBARUと共同開発した、トヨタブランド初の量産型の電気自動車。 「bZ」は「Beyond Zero」の略で、今後シリーズ展開されていく。 販売当初の販売は、個人向けのサブスクリプションサービス「KINTO」と、法人向けのリースで販売のみだったが、2023年10月の一部改良以降は全国の販売店向けの販売が開始された。 | トヨタ自動車 元町工場 （愛知県）                                            |
| ステーションワゴン               |                                          |                                  |                                            |                | |                                                                             |
| COROLLA TOURING                  | カローラツーリング                       | 2019年                           | 2019年9月17日                              | 2022年10月3日  | 3ナンバーボディーでありながら、日本の道路・交通事情に特化させた「カローラツーリングスポーツ」（カローラシリーズ通算12代目）のナローボディーモデル。 | トヨタ自動車 高岡工場 （愛知県）                                            |
| COROLLA FIELDER                  | カローラ フィールダー                    | 2000年                           | 2012年5月11日 （3代目）                    | 2022年8月22日  | 「カローラアクシオ」のステーションワゴンモデル。 「カローラアクシオ」に対しスポーティーなキャラクターを身上としている。 日本以外では、大洋州（オーストラリア・ニュージーランド）において「カローラワゴンGLX」として2012年7月から2019年8月まで販売されていた。 | トヨタ自動車 東日本 宮城大衡工場 （宮城県）                                 |
| ミニバン                         |                                          |                                  |                                            |                | |                                                                             |
| ALPHARD                          | アルファード                             | 2002年                           | 2023年6月21日 （4代目）                    |                | 日本はもとよりアジア市場でも高い人気を博し、ステイタス性の高いVIPカーと認知されるトヨタの最上級ミニバン。 北米・欧州などでは販売されていない。 | トヨタ車体 いなべ工場 （三重県）                                            |
| VELLFIRE                         | ヴェルファイア                           | 2008年                           | 2023年6月21日 （3代目）                    |                | 「アルファード」の兄弟車。 中国では、一汽トヨタから「クラウンヴェルファイア」として販売されている。 | トヨタ車体 いなべ工場 （三重県）                                            |
| VOXY                             | ヴォクシー                               | 2001年                           | 2022年1月13日 （4代目）                    |                | 「ノア」の姉妹車種。 | トヨタ車体 富士松工場 （愛知県）                                            |
| NOAH                             | ノア                                     | 2001年                           | 2022年1月13日 （4代目）                    |                | 日本を主要マーケットとするミニバン。 | トヨタ車体 富士松工場 （愛知県）                                            |
| SIENTA                           | シエンタ                                 | 2003年                           | 2022年8月23日 （3代目）                    |                | トヨタのミニバンラインアップ中、最小のモデル。 シートレイアウトは3列シート（7人乗り）と2列シート（5人乗り）の2タイプ。 | トヨタ自動車 東日本 宮城大衡工場 （宮城県）                                 |
| コンパクトカー/2BOX/トールワゴン |                                          |                                  |                                            |                | |                                                                             |
| COROLLA SPORT                    | カローラスポーツ                         | 2018年                           | 2018年6月26日                              | 2022年10月3日  | 12代目カローラシリーズの先駆けとしてリリースされたCセグメントクラスのハッチバック。 日本国内ではオーリスのポジションを引き継ぐモデルである。 TNGAプラットフォームを採用し、走行性能全般を大きく進化させた点が特徴。 北米市場では「カローラハッチバック」、台湾では 「オーリス」として販売。 欧州市場では「カローラ」として販売。 | トヨタ自動車 堤工場 （愛知県）                                              |
| AQUA                             | アクア                                   | 2011年                           | 2021年7月19日 （2代目）                    |                | ハイブリッドエンジン専用のコンパクトモデル。 海外市場向けには「プリウスc」の名称で販売されていた。 | トヨタ自動車 東日本 岩手工場 （岩手県）                                     |
| YARiS                            | ヤリス                                   | 1999年（日本向けとしては2020年） | 2020年2月10日 （4代目、日本向け初代）      |                | Bセグメントクラスのハッチバック。 日本国内では3代目まではヴィッツとして販売されていた。 | トヨタ自動車 東日本 岩手工場 （岩手県） 豊田自動織機 長草工場 （愛知県）    |
| ROOMY                            | ルーミー                                 | 2016年                           | 2016年11月9日                              | 2020年9月15日  | ダイハツ工業からのOEM供給を受けて販売する車種で、ベース車両は「トール」。 2020年9月まで生産・販売された「タンク」は前後デザインと販売店が異なる姉妹モデル。 デザインは、「タンク」のデザインを踏襲した標準グレードとエアロパーツ装着の「カスタム」が設定されている。 | ダイハツ工業 本社（池田）工場 （大阪府）                                    |
| 軽自動車（乗用車）               |                                          |                                  |                                            |                | |                                                                             |
| C+pod                            | C+pod                                    | 2020年                           | 2020年12月25日                             |                | リース販売専用の2人乗り超小型電気自動車（軽自動車扱い）。 当初は法人・自治体向けだったが、2021年末より個人向けにも販売されている。 | トヨタ自動車 元町工場 （愛知県）                                            |
| COPEN GR SPORT                   | コペン GR SPORT                          | 2019年                           | 2019年10月15日                             |                | ダイハツ工業からのOEM供給を受け、且つ同一車名で販売する車種。 | ダイハツ工業 本社（池田）工場 第2地区 （大阪府）                            |
| PIXIS EPOCH                      | ピクシスエポック                         | 2012年                           | 2017年5月12日 （2代目）                    |                | ダイハツ工業からのOEM供給を受けて販売する車種で、ベース車両は「ミライース」。 | ダイハツ九州 大分（中津）工場 第2工場 （大分県）                            |
| 商用車                           |                                          |                                  |                                            |                | |                                                                             |
| HIACE                            | ハイエース                               | 1967年                           | 2004年8月23日 （5代目）                    | 2013年11月27日 | 商用モデルが主体だが、乗用モデルとして「ワゴン」・「コミューター」もラインアップされている。 | トヨタ車体 いなべ工場 （三重県） 岐阜車体工業 （岐阜県） （スーパーロング） |
| TOWNACE                          | タウンエース バン/ タウンエース トラック | 1976年                           | 2008年1月9日 （4代目）                     | 2020年6月22日  | ダイハツ・グランマックスのOEM車種にしてインドネシアからの輸入車。 | P.T. Astra Daihatsu Motor （インドネシア）                                  |
| PROBOX VAN                       | プロボックス                             | 2002年                           | 2002年7月2日                               | 2014年8月6日   | カローラバン/スプリンターバン後継。 2013年10月まではワゴンも販売されていた。 生産はダイハツ工業が担当。 | ダイハツ工業 京都工場 （京都府）                                            |
| COASTER                          | コースター                               | 1969年                           | 2016年12月22日 （4代目）                   |                | 一部販売店では販売していない。 | 岐阜車体工業 （岐阜県）                                                     |
| DYNA                             | ダイナ                                   | 1959年                           | 2011年6月15日 （8代目）                    |                | 8代目は2t積系のみ。 1t積系は7代目（2001年6月発売）を継続販売。 日野デュトロのOEM車。 | 日野自動車 羽村工場 （東京都）                                              |
| JPN TAXI                         | ジャパンタクシー                         | 2017年                           | 2017年10月23日                             |                | タクシー専用車として開発されたモデル。 リアドアは、利用客が乗降しやすいよう、左側に大開口の電動スライドドア、右側にはヒンジドアを採用。 利用客・乗務員双方の快適性・機能性を考慮した内外装デザインが特徴。 シャシーは2代目シエンタをベースに開発され、パワートレインには「LPGハイブリッドシステム」を搭載。 | トヨタ自動車 東日本 東富士工場 （静岡県）                                   |
| 軽自動車（商用車）               |                                          |                                  |                                            |                | |                                                                             |
| PIXIS TRUCK                      | ピクシストラック                         | 2011年                           | 2014年9月2日 （2代目）                     | 2021年12月20日 | ダイハツ・ハイゼットトラックのOEM車種。 トヨタ初の軽トラック。 | ダイハツ九州 大分（中津）工場 第1工場 （大分県）                            |
| PIXIS VAN                        | ピクシスバン                             | 2011年                           | 2021年12月20日 （2代目）                   |                | ダイハツ・ハイゼットカーゴのOEM車種。 トヨタ初の軽カーゴバン。 | ダイハツ九州 大分（中津）工場 第1工場 （大分県）                            |

## その他（業務用車両など）
- ハイメディック（高規格救急車。2006年にフルモデルチェンジした現行モデルはハイエースがベース）
- トヨタ・73式中型トラック（自衛隊向け車両）
- 高機動車（自衛隊向け車両。民生型はメガクルーザー）
- カムロード（キャンピングカーのベース車/トヨエースダイナ系・日野自動車で生産）

## 現在の海外専売車
| セダン                                                                          |                                                |        |                                         |               | | |
| Avalon                                                                          | アバロン                                       | 1994年 | 2018年4月 （5代目）                     | 2024年        | 北米・韓国におけるトヨタブランドのフラッグシップモデル。 2018年にリリースされた5代目は、新世代プラットフォーム「TNGA」を採用し、走行性能のブラッシュアップを図っている。 | トヨタ・モーター・マニュファクチャリング・ケンタッキー（TMMK） （米国 ケンタッキー州） 天津一汽トヨタ自動車 （中国 天津市） |
| bZ3                                                                             | bZ3                                            | 2022年 | 2022年10月                              |               | BYDと天津一汽に共同開発した、セダン型の電気自動車。中国市場専売モデル。 | 天津一汽トヨタ自動車 （中国 天津市） |
| bZ7                                                                             | bZ7                                            | 2025年 | 2025年4月                               |               | 広州汽車集団に共同開発した、セダン型の電気自動車。中国市場専売モデル。 | 広汽トヨタ自動車 （中国 広州市） |
| Corolla/Levin （スポーティモデル） Corolla/Corolla Altis （プレステージモデル） | カローラ/ レビン                               | 1966年 | 2019年4月 （12代目）                    |               | カローラの国外仕様車。 日本国内モデルよりも大型のボディを採用している。 東南アジア市場では「カローラアルティス」名義として販売される。 中国市場では、一汽トヨタからは「カローラ」として、広汽トヨタからは「レビン」として販売される。 フロント・リアの意匠は、市場に応じて大きく2種類に分かれており、北米・オーストラリア・南アフリカ・中国（広汽トヨタ）では、日本国内モデルと同様の「スポーティモデル」が、欧州・中東・北アフリカ・南米・東南アジア・中国（一汽トヨタ）では「プレステージモデル」が販売されている。 | トヨタ自動車 高岡工場 （愛知県） トヨタ自動車 堤工場 （愛知県） トヨタ・モーター・マニュファクチャリング・ミシシッピ（TMMMS） （米国 ミシシッピ州） トヨタ・モーター・マニュファクチャリング・ターキー（TMMT） （トルコ サカリヤ県） トヨタ・ド・ブラジル （ブラジル インダイアツーバ） 広汽トヨタ自動車 （中国 広州市） 一汽トヨタ （中国 天津市） 国瑞汽車 （台湾 桃園市中?区） トヨタ モーター タイランド（TMT） （タイ チャチューンサオ） トヨタ・モーター・マニュファクチャリングUK（TMUK） （英国 ダービーシャー） |
| Allion Levin GT                                                                 | アリオンレビンGT                               | 2021年 | 2021年4月 （初代）                      |               | カローラ/レビンのロングホイールベース版である中国市場専売モデル。 | 広汽トヨタ （中国 広州市） 一汽トヨタ （中国 天津市） |
| Vios （ベトナム仕様） Yaris ATIV （タイ仕様）                                   | ヴィオス/ ヤリスセダン                         | 2002年 | 2013年3月 （3代目） 2022年8月 （4代目） | 2023年 2022年 | 新興国市場専用に開発されたコンパクトな4ドアセダン。 東南アジア（タイを除く）・台湾・中国（一汽トヨタ）では「ヴィオス」として、中東・ラテンアメリカでは「ヤリスセダン」として、中国（広汽トヨタ）では「ヤリスLセダン」として、タイでは「ヤリスATIV（エイティブ）」として販売される。 | 国瑞汽車 （台湾 桃園市観音区） トヨタ・モーター・マニュファクチャリング・インドネシア（TMMIN） （インドネシア カラワン） TMT （タイ チャチューンサオ） UMWトヨタ自動車（UMWT） （マレーシア ブキットラジャ） トヨタ・モーター・フィリピン（TMP） （フィリピン サンタローサ） トヨタ・キルロスカ・モーター（TKM） （インド ビダディ） トヨタ・モーター・ベトナム（TMV） （ベトナム ヴィンフック省） インダス・モーター・カンパニー（IMC） （パキスタン カラチ）                                                           |
| Belta                                                                           | ベルタ                                         | 2005年 | 2021年                                  |               | スズキ・シアズのOEMモデル。 一部の中東市場で販売。 | |
| CAMRY （中国仕様）                                                              | カムリ                                         | 1980年 | 2023年11月 （11代目）                   |               | グローバル販売で「カローラ」・「RAV4」に次ぐ販売台数を誇るミッドサイズセダン。 10代目は「TNGA」に基づく新プラットフォームを採用。 100以上の国と地域で販売されており、米国・中国、台湾、タイ、ベトナムでは現地生産も行われているほか、2019年より欧州市場に投入されている。 日本でも2023年12月まで発売されていた。 | トヨタ自動車 堤工場 （愛知県） |
| ステーションワゴン                                                              |                                                |        |                                         |               | | |
| Corolla Touring Sports                                                          | カローラ ツーリングスポーツ                    | 2019年 | 2019年1月                               |               | カローラツーリングの国外仕様車。 日本国内向けよりも大型のボディを採用している。 先代までは「オーリスツーリングスポーツ」として販売されていた。 | TMUK （英国 ダービーシャー） |
| ハッチバック                                                                    |                                                |        |                                         |               | | |
| Glanza/Starlet                                                                  | グランツァ/ スターレット                       | 2019年 | 2022年（2代目）                         |               | インド市場で販売。 スズキ・バレーノのOEMモデル。 | インド |
| Yaris                                                                           | ヤリス （XP150系）                             | 2013年 | 2013年10月                              | 2023年        | 新興国市場専用に開発されたコンパクトモデル。 欧米で販売される「ヤリス」とはプラットフォームが異なり、より長く、幅広いボディが与えられている。 ボディタイプは5ドアハッチバックを中心に、仕向地によっては「ヴィオス」と同型の4ドアセダンも販売される。 中国では、「広汽トヨタ」が販売するモデルが「ヤリスL」、「一汽トヨタ」が販売するモデルが「ヴィオスFS」として販売される等、「ヴィオス」との関係はやや複雑である。 その他、東南アジア・南米・南アフリカ等に投入されている。                                         | 中国、台湾、タイ |
| Agya                                                                            | アギア/ ウィゴ                                 | 2013年 | 2023年2月                               |               | ダイハツ工業が企画・開発した東南アジア諸国向けのコンパクトカー。 「ダイハツ・アイラ」のOEM供給モデルであり、インドネシアや南米では「トヨタ・アギア」、フィリピン、ブルネイ、スリランカでは「トヨタ・ウィゴ」として販売されている。 | アストラ・ダイハツ・モーター（ADM） （インドネシア） |
| Vitz                                                                            | ヴィッツ                                       | 1999年 | 2023年                                  |               | スズキ・セレリオのOEMモデル。 南アフリカで販売。 | インド |
| ピックアップトラック                                                            |                                                |        |                                         |               | | |
| Tundra                                                                          | タンドラ                                       | 2000年 | 2021年12月 （3代目）                    |               | トヨタが誇る北米市場専用のフルサイズピックアップトラック。 | トヨタ・モーター・マニュファクチャリング・テキサス （TMMTX) （米国 テキサス州） |
| Tacoma                                                                          | タコマ                                         | 1995年 | 2023年5月 （4代目）                     |               | 北米市場専用の「ミディアムクラス」のピックアップトラック。 ボディは、2ドアの「アクセスキャブ」、4ドアの「ダブルキャブ」の2種。 ダブルキャブには「スタンダードベッド」・「ロングベッド」という名称で、長短2種のホイールベースを選択できる。 | TMMTX （米国 テキサス州） メキシコ |
| クロスオーバーSUV                                                               |                                                |        |                                         |               | | |
| bZ3X                                                                            | bZ3X                                           | 2024年 | 2024年4月                               |               | 広州汽車集団に共同開発した、クロスオーバーSUV型の電気自動車。中国市場専売モデル。 | 広汽トヨタ自動車 （中国 広州市） |
| bZ5                                                                             | bZ5                                            | 2024年 | 2024年4月                               |               | BYDと天津一汽に共同開発した、クロスオーバーSUV型の電気自動車。中国市場専売モデル。 | 天津一汽トヨタ自動車 （中国 天津市） |
| Highlander CROWN KLUGER                                                         | ハイランダー （クルーガー）                    | 2000年 | 2019年 （4代目）                        |               | 3列シートを備えた前輪駆動を基本とするミドルサイズのSUV。 北米・中国・オセアニアを中心に販売されている。 豪州では「クルーガー」、中国（広汽トヨタ）では「クラウンクルーガー」という名称で販売されている。 | TMMI （米国 インディアナ州） 広汽トヨタ （中国 広州市） |
| Urban Cruiser                                                                   | アーバンクルーザー                             | 2020年 | 2024年12月12日                          |               | 欧州市場向けのコンパクトクロスオーバーSUV。 スズキが生産するBEV「eビターラ」に販売されている。 「アーバンクルーザー」の名称は2代目トヨタ・istの欧州市場向けに使用されていた。 | インド |
| Urban Cruiser Hyryder                                                           | アーバンクルーザーハイライダー                 | 2022年 | 2022年7月1日                            |               | インド向けのコンパクトクロスオーバーSUV。 スズキよりOEM供給され、スズキではグランドビターラとしてインド市場向けに販売されている。 | インド |
| Urban Cruiser Taisor/Starlet Cross                                              | アーバンクルーザータイザー/ スターレットクロス | 2024年 | 2024年4月3日                            |               | インド向けのコンパクトクロスオーバーSUV。 スズキよりOEM供給され、スズキではフロンクスとしてインド市場向けに販売されている。 | インド |
| Aygo X                                                                          | アイゴクロス                                   | 2021年 | 2021年11月                              |               | 欧州を主戦場とするAセグメントクラスのクロスオーバーSUV。 | トヨタ・モーター・マニュファクチャリング・チェコ （チェコ） |
| SUV                                                                             |                                                |        |                                         |               | | |
| Sequoia                                                                         | セコイア                                       | 2000年 | 2022年 （3代目）                        |               | タンドラと基本設計を共用する北米市場専用のフルサイズSUV。 | TMMI （米国 インディアナ州） |
| 4Runner                                                                         | 4ランナー                                      | 1984年 | 2024年4月 （6代目）                     |               | 日本市場でも販売されていた「ハイラックスサーフ」を始祖とするオフロード指向の強いSUV。 現行5代目は北米および南米市場専用モデルとなっている。 後輪駆動ベースのシャシーは「ランドクルーザープラド」と基本設計を共用している。 | トヨタ自動車 田原工場 （愛知県） |
| Fortuner                                                                        | フォーチュナー （SW4）                         | 2005年 | 2015年7月 （2代目）                     | 2020年        | 東南アジア・南米・オセアニア等で販売される3列/7名乗りのSUV。 トヨタIMVプロジェクトの中核を担う、新興国向けの戦略車であり9代目「ハイラックス」とプラットフォームを共有する関係。 ブラジル・アルゼンチン・コロンビアのみ「SW4」の名称で販売されている。 | アルゼンチン、ベネズエラ、カザフスタン、南アフリカ、エジプト、インド、インドネシア、マレーシア、タイ、ベトナム |
| Rush                                                                            | ラッシュ                                       | 2006年 | 2017年11月 （2代目）                    |               | ダイハツ工業からのOEM供給を受け、インドネシアやフィリピンで販売されるコンパクトSUV。 現行2代目は日本未導入となっている。 ダイハツテリオスは姉妹車である。 | P.T. Astra Daihatsu Motor（ADM） （インドネシア） |
| C-HR                                                                            | C-HR                                           | 2016年 | 2023年11月                              |               | 新世代プラットフォーム「TNGA」を採用したコンパクトSUV。 中国では、一汽トヨタから「イゾア」として販売されている国内市場では初代モデルのみ2016年12月から2023年7月末まで販売されていたが、2代目からは海外専売車種となった。 | トヨタ自動車 東日本 岩手工場 （岩手県） |
| C-HR+                                                                           | C-HR+                                          | 2025年 | 2025年3月                               |               | C-HRの派生モデルの電気自動車。 | |
| YARiS CROSS                                                                     | ヤリスクロス （AC200系）                       | 2020年 | 2023年5月                               |               | DNGA-Bプラットフォームを採用するBセグメントクロスオーバーSUV。 | インドネシア、台湾、タイ |
| ミニバン                                                                        |                                                |        |                                         |               | | |
| Sienna                                                                          | シエナ                                         | 1997年 | 2020年5月 （4代目）                     |               | 北米市場および韓国、4代目からは中国でも販売されているトヨタ最大級の大きさを持つミニバン。 | Toyota Motor Manufacturing, Indiana, Inc. （TMMI） （米国 インディアナ州） |
| Proace Proace Verso                                                             | プロエース/ プロエースヴァーソ                 | 2013年 | 2016年 （2代目）                        |               | グループPSAと共同開発した欧州市場専用のLCV（Light Commercial Vehicle：小型商用車）。 商用の「プロエース」と乗用の「プロエース ヴァーソ」に大別される。 全長・ホイールベースは長短計3種が設定される等、豊富なラインアップを誇るモデル。 プジョー・トラベラー、シトロエン・スペースツアラー、オペル・ヴィヴァーロは姉妹車となる。 | グループPSA ヴァランシエンヌ工場 （フランス） |
| Proace City                                                                     | プロエースシティ/ プロエースシティヴァーソ     | 2019年 | 2019年                                  |               | 欧州市場で販売される小型ライトバンおよびレジャー・アクティビティ・ビークル。 乗用車仕様は「プロエースシティ ヴァーソ」と呼ばれる。 シトロエン・ベルランゴ、プジョー・パートナー、プジョー・リフター、オペル・コンボは姉妹車である。 | グループPSA ビーゴ工場 （スペイン） |
| Innova                                                                          | イノーバ                                       | 2004年 | 2015年11月 （2代目）                    | 2023年        | トヨタIMVプロジェクトの一翼を担う3列シートのMPVである。 インドとタイでは「イノーバ・クリスタ」、インドネシアでは「キジャン・イノーバ」と名乗る。 インド・東南アジア・中近東、南米の一部で販売が行われている。 | インド インドネシア マレーシア フィリピン、ベトナム |
| Innova Zenix                                                                    | イノーバ・ゼニックス                           | 2004年 | 2022年11月 （3代目）                    |               | TNGA-Cプラットフォームを採用した3列シートのMPVである。 インドでは「イノーバ・ハイクロス」、インドネシアでは「キジャン・イノーバ・ゼニックス」、フィリピンでは「ゼニックス」、ベトナムでは「イノーバ・クロス」と名乗る。 インド・東南アジア・中近東、南米の一部で販売が行われている。 | インド インドネシア マレーシア フィリピン、ベトナム |
| Avanza                                                                          | アバンザ                                       | 2004年 | 2021年11月 （3代目）                    |               | ダイハツ工業と共同開発した3列シートのコンパクトMPV。 東南アジア市場を中心に、メキシコ、ペルーといった南米の各国でも販売される。 「ダイハツ・セニア」は姉妹車。 | P.T. Astra Daihatsu Motor（ADM） （インドネシア） |
| Veloz                                                                           | ヴェロッツ                                     | 2021年 | 2021年11月                              |               | アバンザの上位モデル。 2代目アバンザにはグレードして「ヴェロッツ」が存在したが、3代目からは別車種として独立した。 | P.T. Astra Daihatsu Motor（ADM） （インドネシア） |
| Calya                                                                           | カリヤ                                         | 2016年 | 2016年8月                               | 2019年        | ダイハツ工業からのOEM供給を受け、インドネシアで販売される3列/7人乗りのコンパクトMPV。 「ダイハツ・シグラ」は姉妹車。 | P.T. Astra Daihatsu Motor（ADM） （インドネシア） |

## 過去の生産、および販売車種
※（西暦）は初代モデルの発売年

### 1930年代-1940年代
- トヨダG1型トラック（1935年）
- トヨダGA型トラック（1936年）
- トヨダ・AA型乗用車（1936年）
- トヨダAB型フェートン（1936年）
- トヨタAC型乗用車（1943年）
- トヨタ・AC型乗用車（1947年）

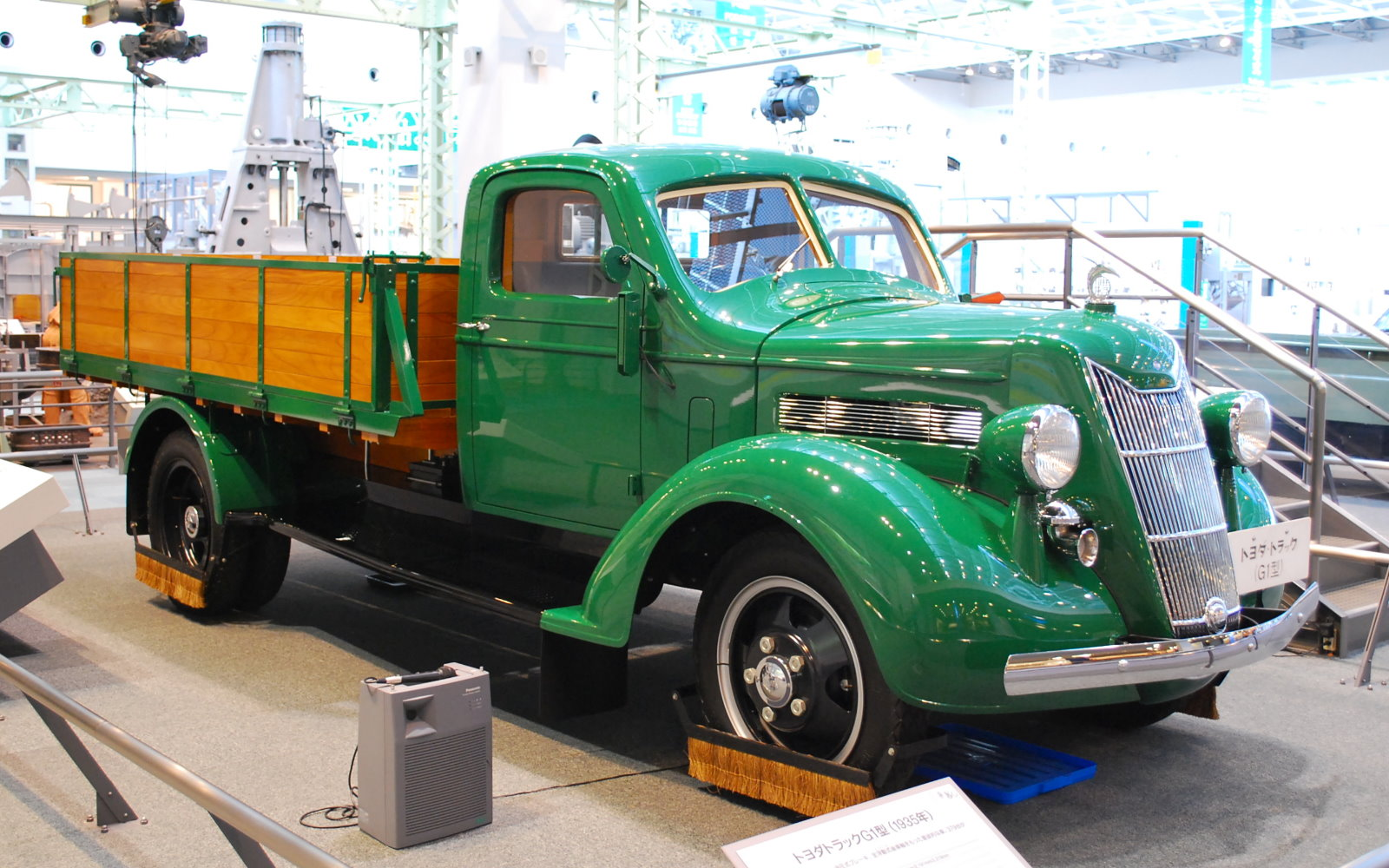
G1型トラック（復元）

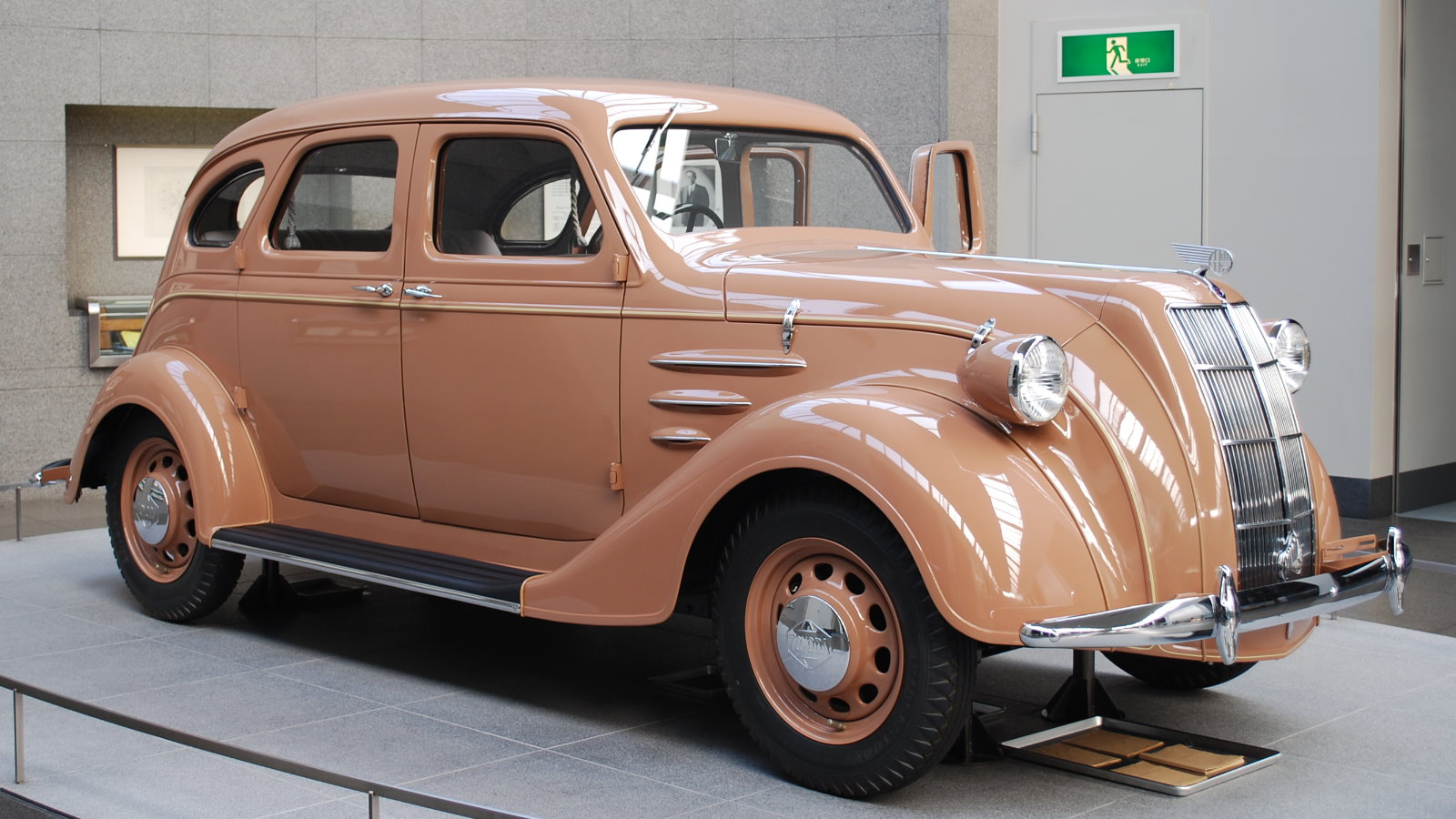
AA型（トヨタ博物館所蔵の残存車）

- トヨペット・SA型小型乗用車（1947年）
- トヨペットSB型小型トラック（1947年）
- トヨペットSC型小型乗用車（1948年）
- トヨペットSD型小型乗用車（1949年）

### 1950年代-1960年代
- トヨタジープBJ/FJ型（1951年）
- トヨペットSF型小型乗用車（1951年）

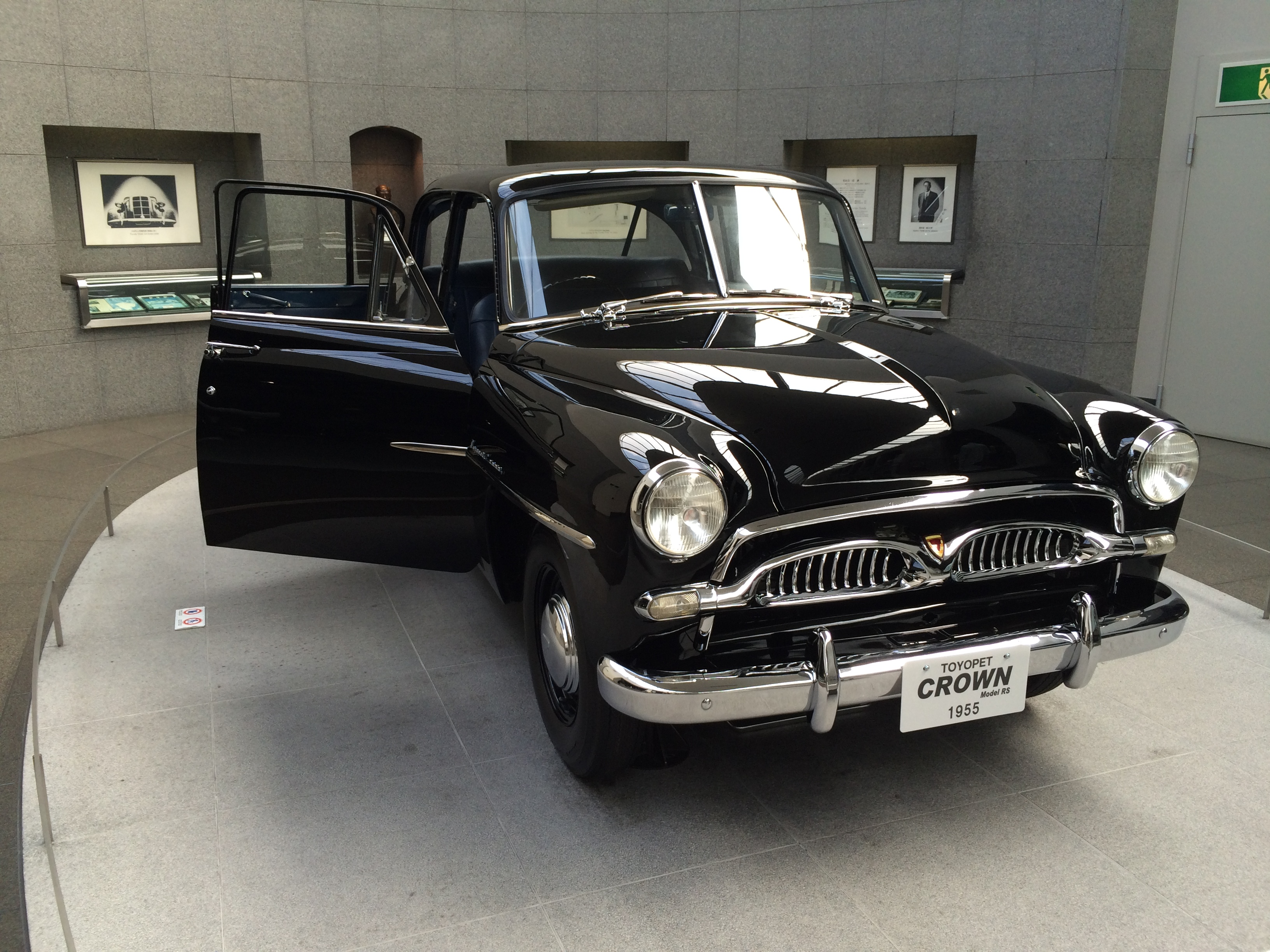
トヨペット・クラウン

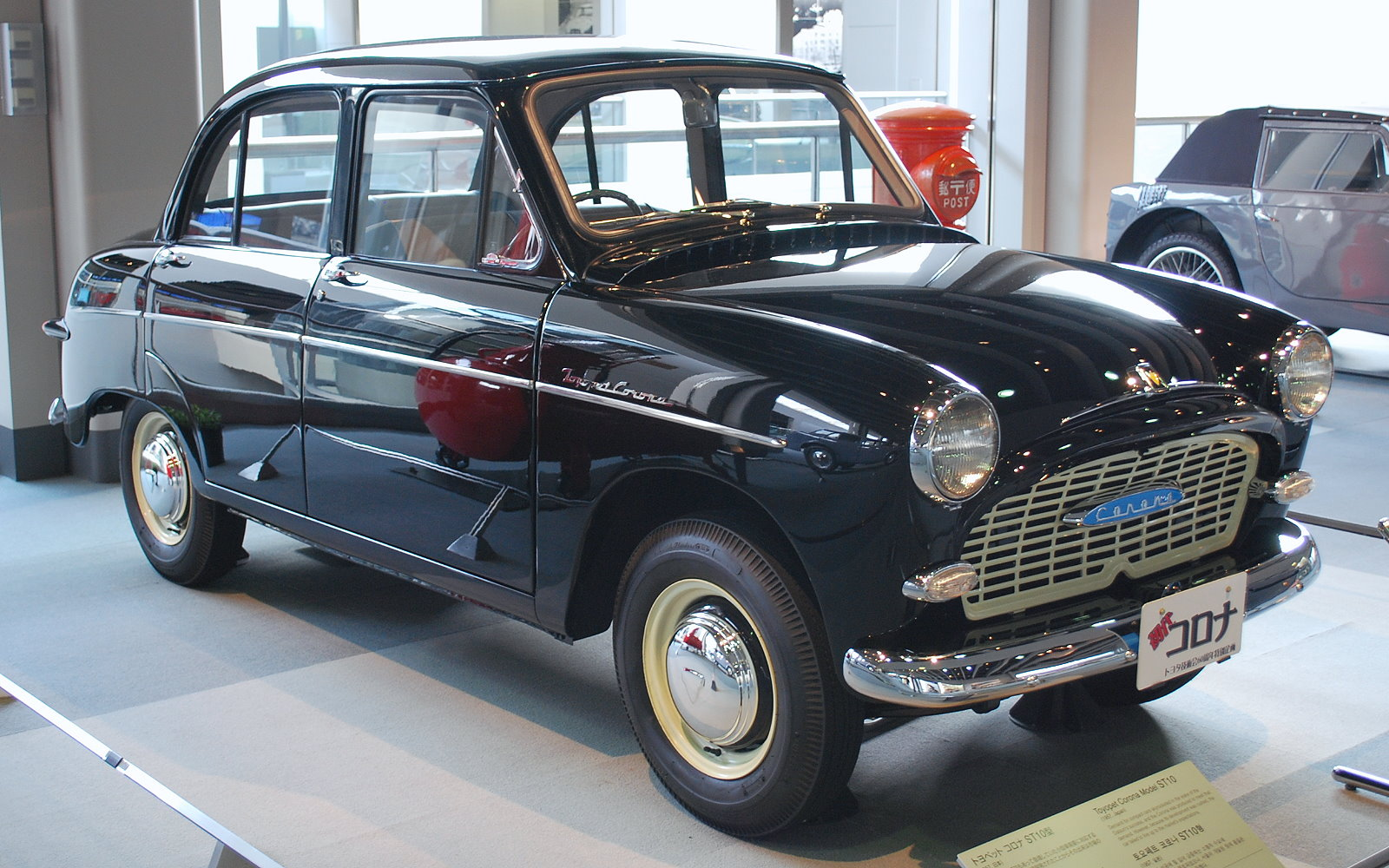
初代コロナ

- トヨペットSG型小型トラック（1952年）
- トヨペット・スーパーRHK型（1953年）
- トヨペット・スーパーRHN型（1953年）
- トヨペットRK型小型トラック（1953年）
- トヨペットSKB型小型トラック（1954年）
- トヨペット・クラウン（1955年）
  - クラウンカスタム（1962年）
  - クラウンエイト（1964年）
  - クラウンハードトップ（1967年）
  - クラウンバン（1967年）
  - クラウンピックアップ（1967年）
  - クラウンワゴン（1974年）
  - クラウンセダン（1974年）
  - クラウンマジェスタ（1991年）
  - クラウンコンフォート（1995年）
  - クラウンエステート（1999年）
- トヨペット・マスター（1955年）
- トヨペット・マスターライン（1955年）
- トヨエース（1956年）
- トヨペットRK52型小型トラック（1956年）
- トヨペット・コロナ（1957年）
  - トヨペット・コロナライン（1958年）
  - コロナ（1978年）
  - コロナリフトバック（1978年）
  - コロナクーペ（1985年）
  - コロナEXiV（1989年）
  - コロナプレミオ（1996年）
- トヨペットRK30/RK35型小型トラック（1957年）
  - スタウト（1959年）
  - トヨペット・ライトスタウト（1963年）
- トヨペットRK65型小型トラック（1957年）
- トヨタ・DA型トラック（1958 - 1978年　大型トラック)
- トヨタ・DR型バス（1958 - 1974年、大型バス）

- パブリカ（1961年）
- スポーツ800（1965年）
- カローラ（1966年）
  - カローラバン（1967年）

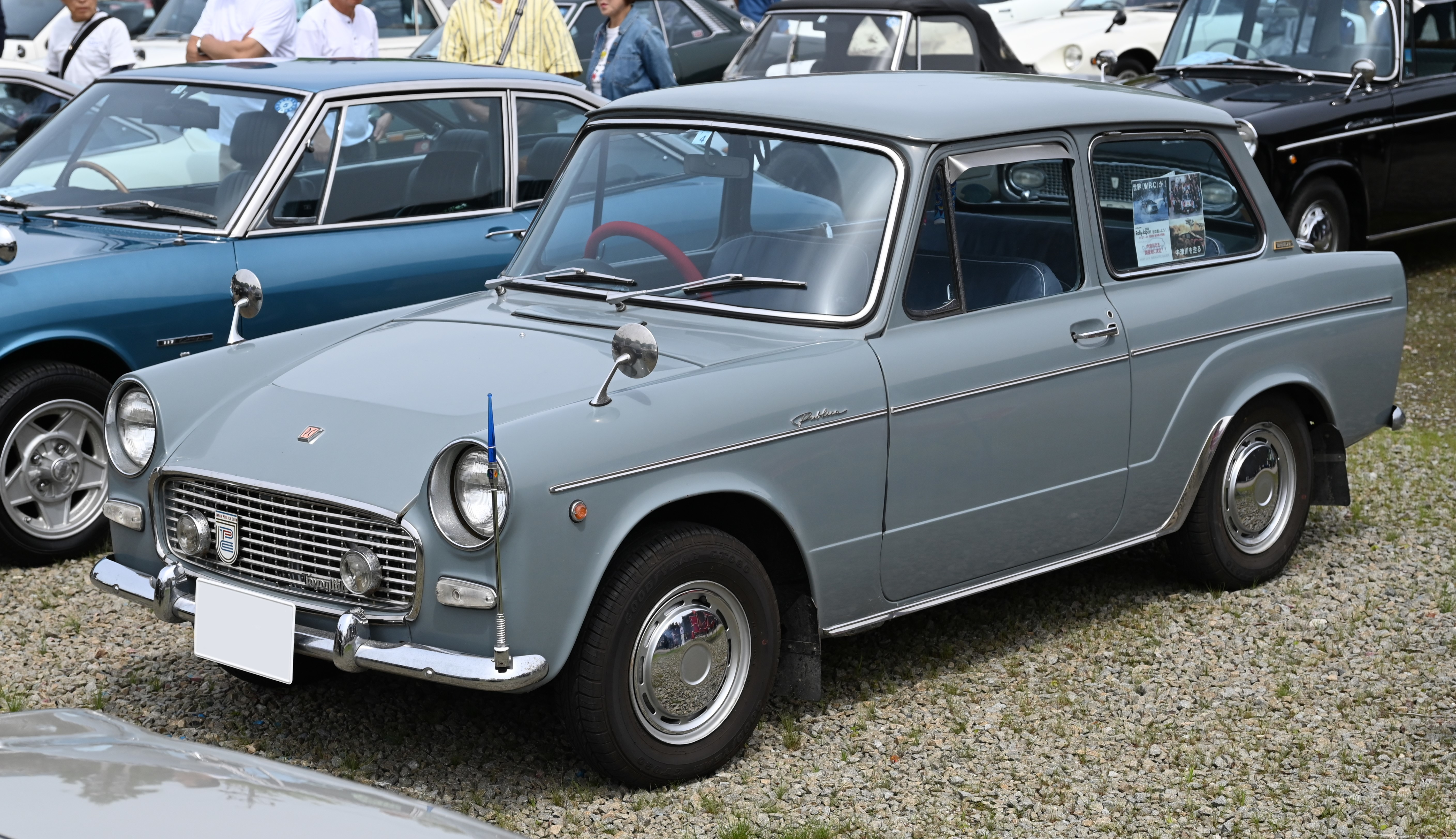
初代パブリカ

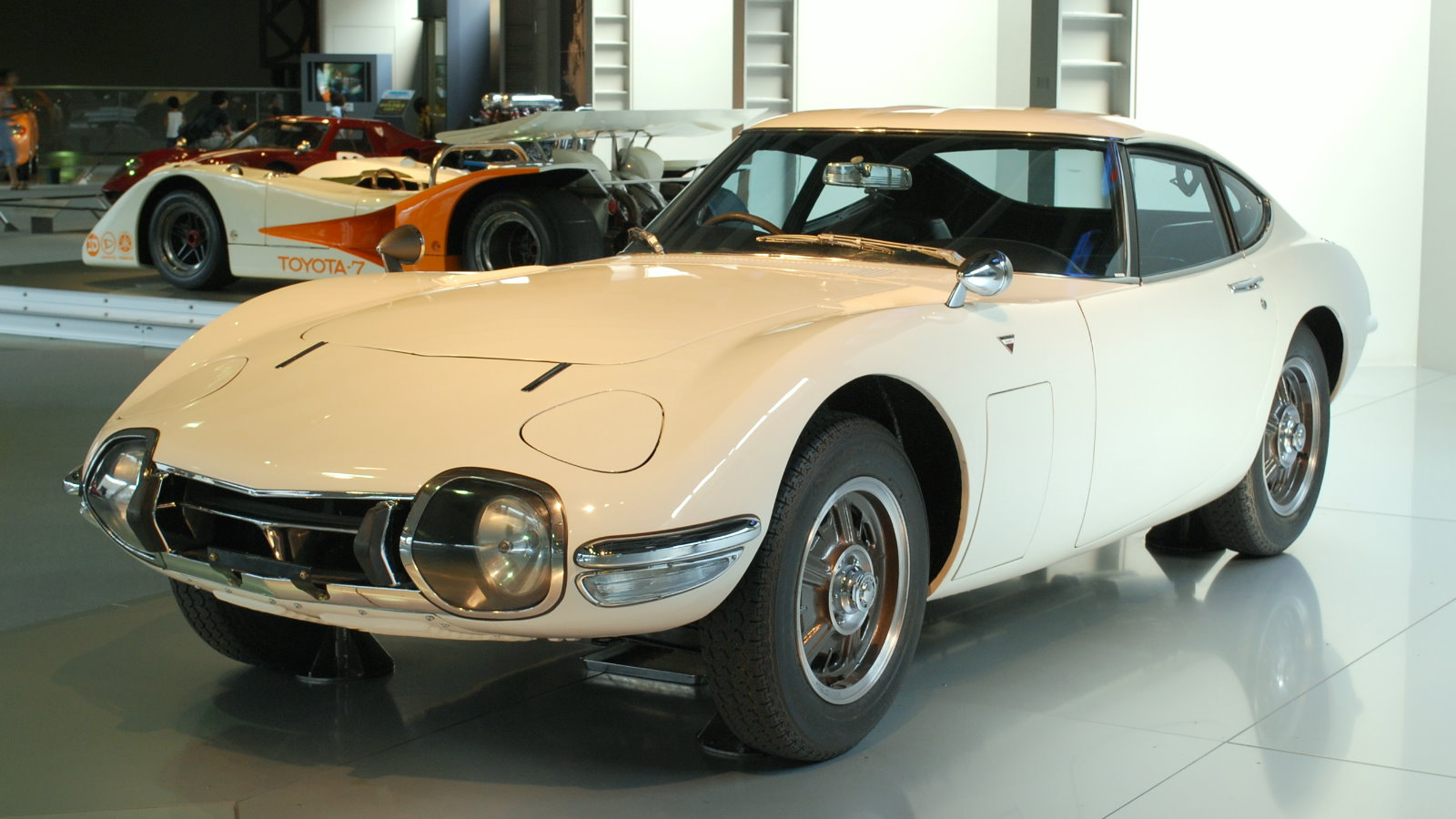
2000GT

  - カローラクーペ（1970年・ただし海外仕様は1968年）
  - カローラレビン（1972年）
  - カローラハードトップ（1974年）
  - カローラリフトバック（1976年）
  - カローラワゴン（1982年・ただし海外仕様は1967年）
  - カローラFX（1984年）
  - カローラセレス（1992年）
  - カローラスパシオ（1997年）
  - カローラセダン（2000年）
  - カローラランクス（2001年）
  - カローラヴァーソ（2001年・欧州専売）
  - カローラEX（2007年・中国専売）
  - カローラミレニアム（2007年・モロッコ専売）
  - カローラルミオン（2007年）
  - カローラクエスト（2013年・南アフリカ専売）※現行車種
- 2000GT（1967年）
- 1600GT（1967年）
- ミニエース（1967年）
- ブリスカ（H・1967年）
- カローラスプリンター（1968年）
  - スプリンター（1970年）
  - スプリンタートレノ（1972年）
  - スプリンターカリブ（1982年）
  - スプリンターシエロ（1987年）
  - スプリンターマリノ（1992年）
- コロナ・マークII（1968年）
  - マークII（1984年）
  - マークIIクオリス（1997年）
  - マークIIブリット（2001年）
- トヨタ・マッシーダイナ（1969年）

### 1970年代-1980年代

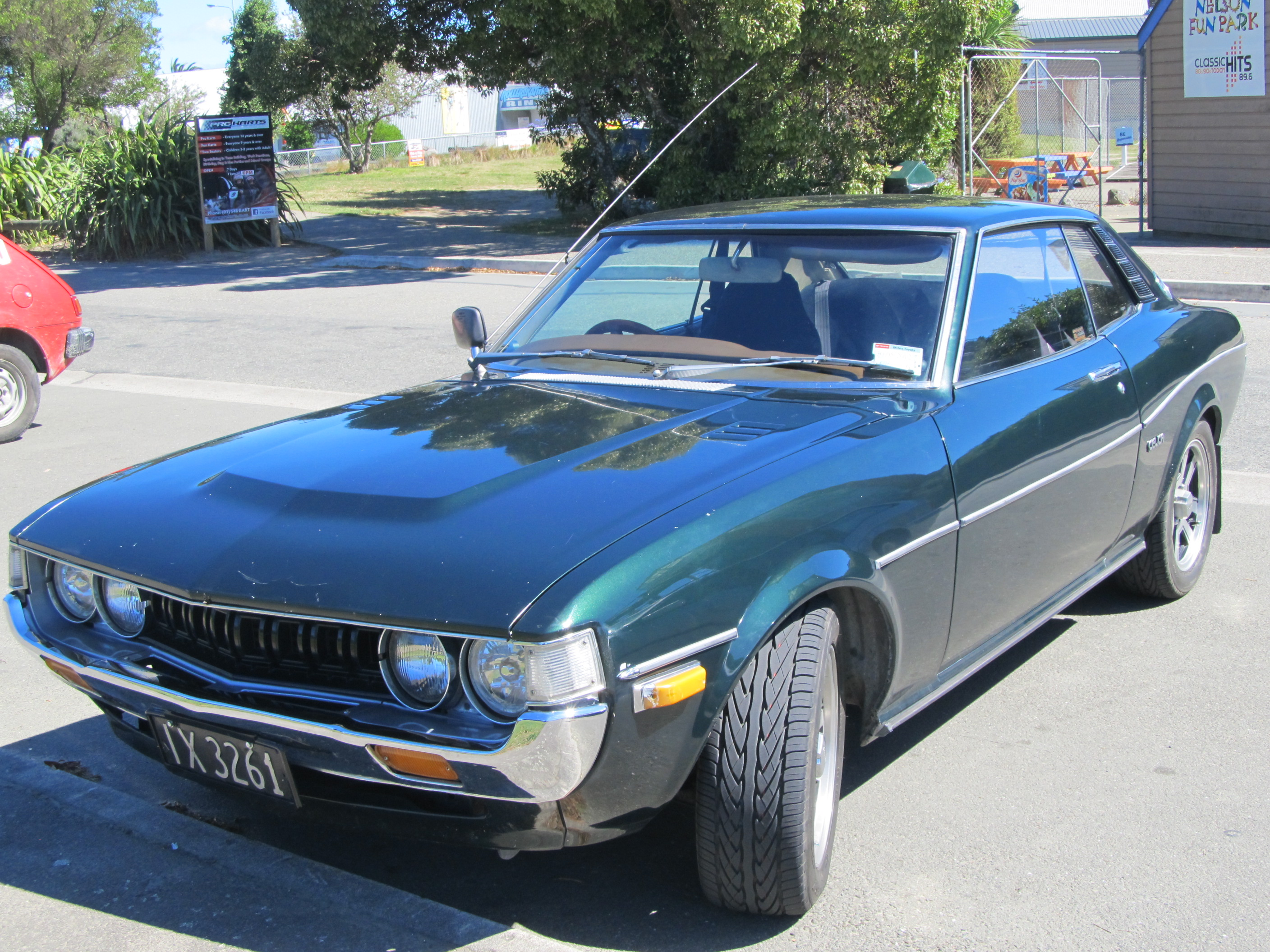
初代セリカ

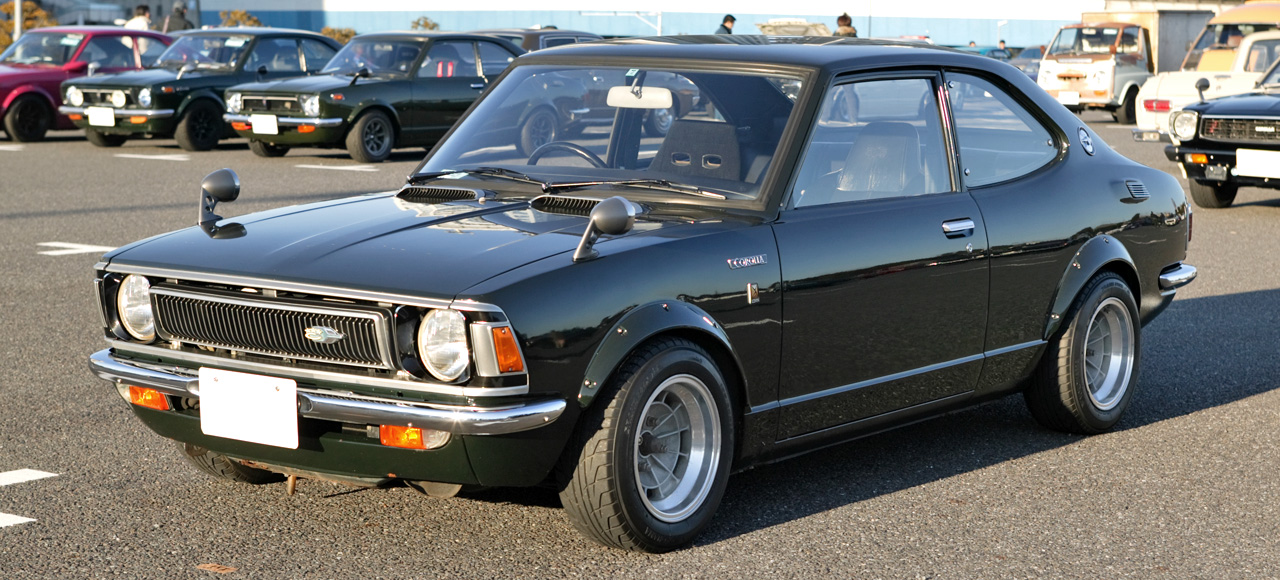
初代カローラレビン

- ライトエースバン/ライトエーストラック（1970年）
- セリカ（1970年）
  - セリカXX（1978年）
- カリーナ（1970年）
  - カリーナサーフ（1982年）
  - カリーナED（1985年）
  - カリーナE（1988年・海外向け）
- パブリカスターレット（1973年）
  - スターレット（1978年）
- クレシーダ（1977年・海外向け）
- チェイサー（1977年）
- キジャン（1977年・東南アジア、インド、南アフリカ専売）
- ターセル（1978年）
- コルサ（1978年）
- セリカカムリ（1980年）
  - カムリグラシア（1996年）
- クレスタ（1980年）
- ブリザード（1980年・ダイハツ工業からのOEM供給車種。ベース車両：初代：タフト、2代目：ラガー）

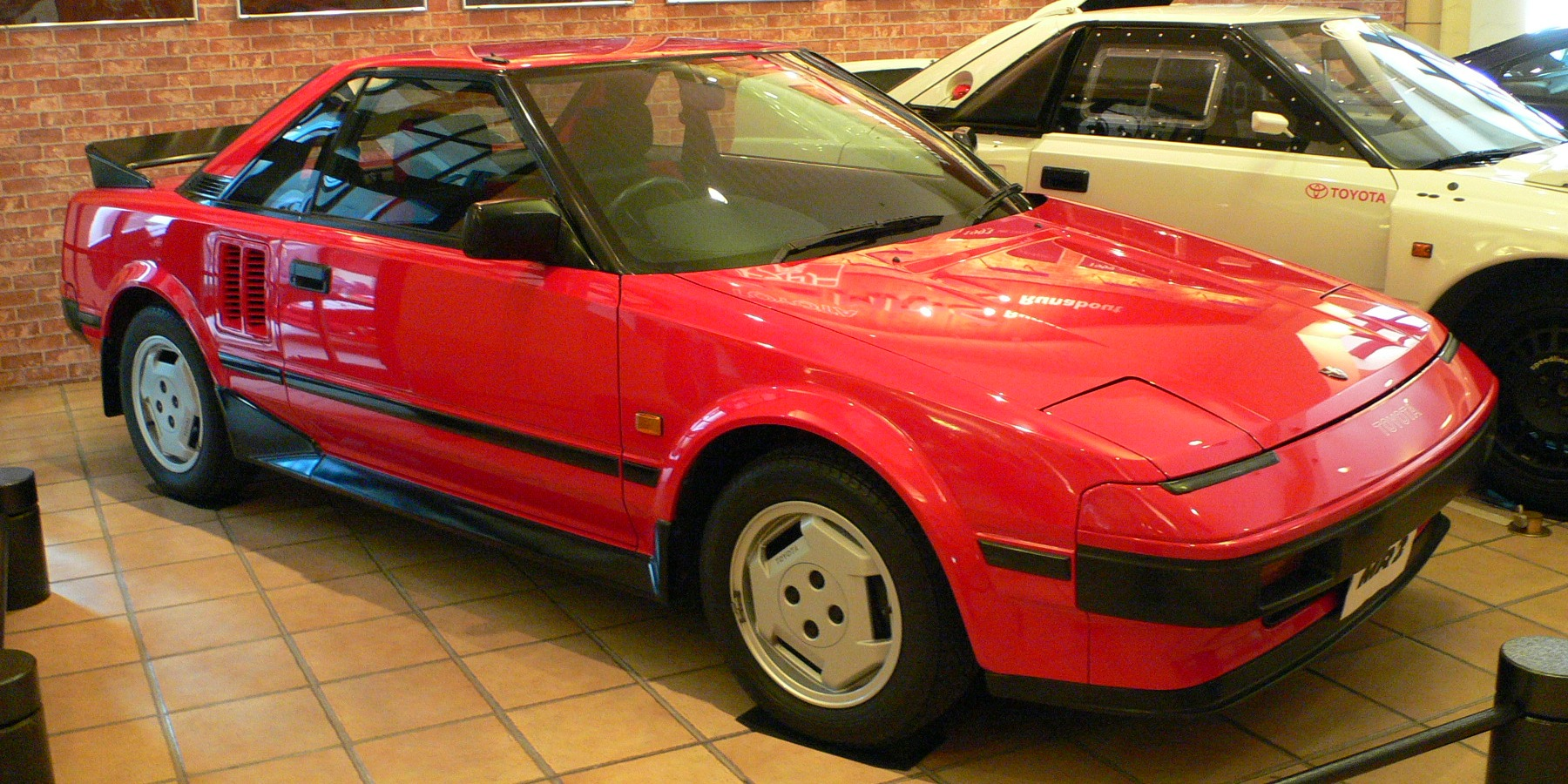
初代MR2

- ソアラ（1981年）
- クイックデリバリー（1982年）
- カローラII（1982年）
- ビスタ（1982年）
  - ビスタアルデオ（1998年）
- マスターエースサーフ（1982年）
- ハイラックスサーフ（1983年）

- MR2（1984年）
- セルシオ（1989年）
- デリボーイ（1989年）

### 1990年代-2000年代
- セラ（1990年）
- エスティマ(1990年)
  - エスティマエミーナ（1992年）
  - エスティマルシーダ（1992年）
  - エスティマT（2000年）
  - エスティマL（2000年）
  - エスティマハイブリッド（2001年）
- ランドクルーザープラド（1990年）
- サイノス（1991年）

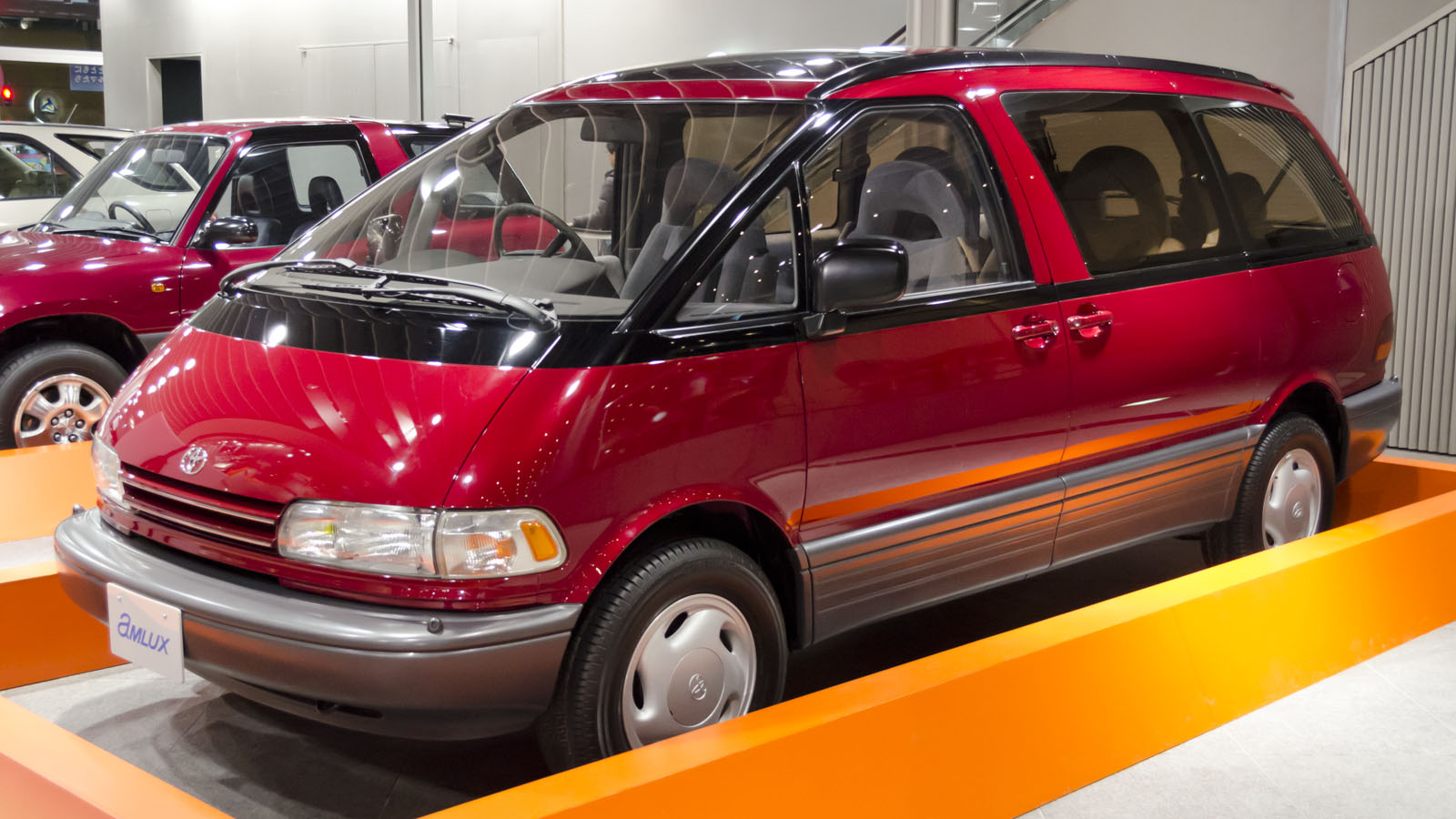
初代エスティマ

  - パセオ（1991年・サイノスの北米市場向けネーミング）
  - サイノスコンバーチブル（1996年）
- ウィンダム（1991年・レクサスES（2代目-4代目）の日本仕様）
- クラウン マジェスタ（1991年）

- アリスト（1991年）

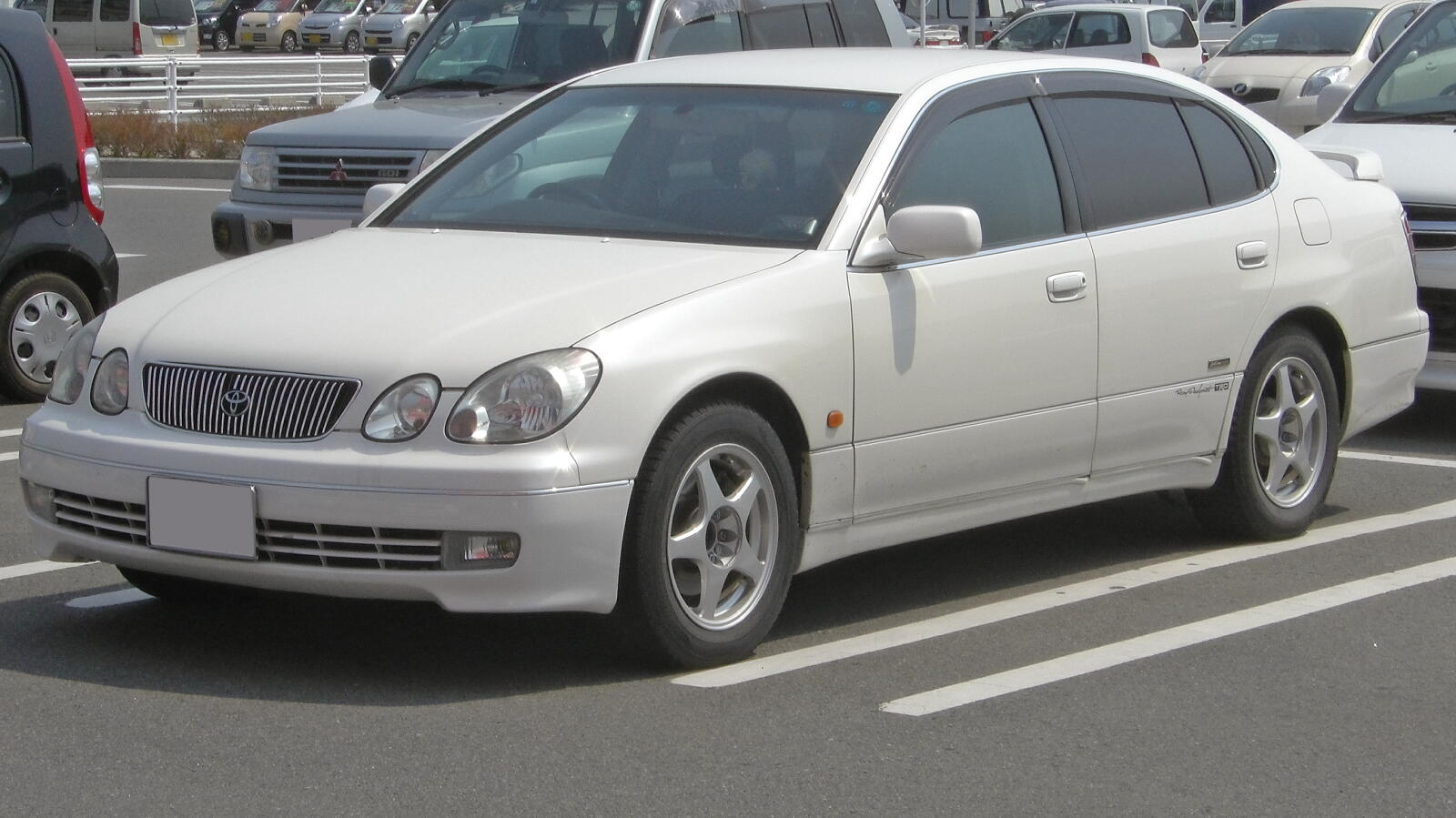
2代目アリスト

- セプター（1992年・北米市場向け4代目カムリの日本仕様）
  - セプターステーションワゴン（1992年・米国からの輸入車種）
  - セプターセダン（1992年）
  - セプタークーペ（1992年・米国からの輸入車種）
- カルディナ（1992年）
- T100（1993年、北米市場専用車種）
- カレン（1994年）
- グランビア（1995年）
- コンフォート（1995年）
- ソルーナ（1996年・東南アジア専売）
- クラシック（1996年）
- キャバリエ（1996年・ゼネラルモーターズ (GM) からのOEM供給車種。ベース車両：3代目シボレー・キャバリエ）
  - キャバリエセダン（1996年・米国からの輸入車種）
  - キャバリエクーペ（1996年・米国からの輸入車種）
- コースターR（1996年・日野自動車 からのOEM供給車種。ベース車両：リエッセ（RX系））
- メガクルーザー（1996年）
- イプサム（1996年）
  - ピクニック（1996年・「イプサム」の欧州を中心とした海外市場向けネーミング）
- タウンエースノア（1996年）
- ライトエースノア（1996年）
- ラウム（1997年）
- ハイエースレジアス（1997年）
  - レジアス（1999年）

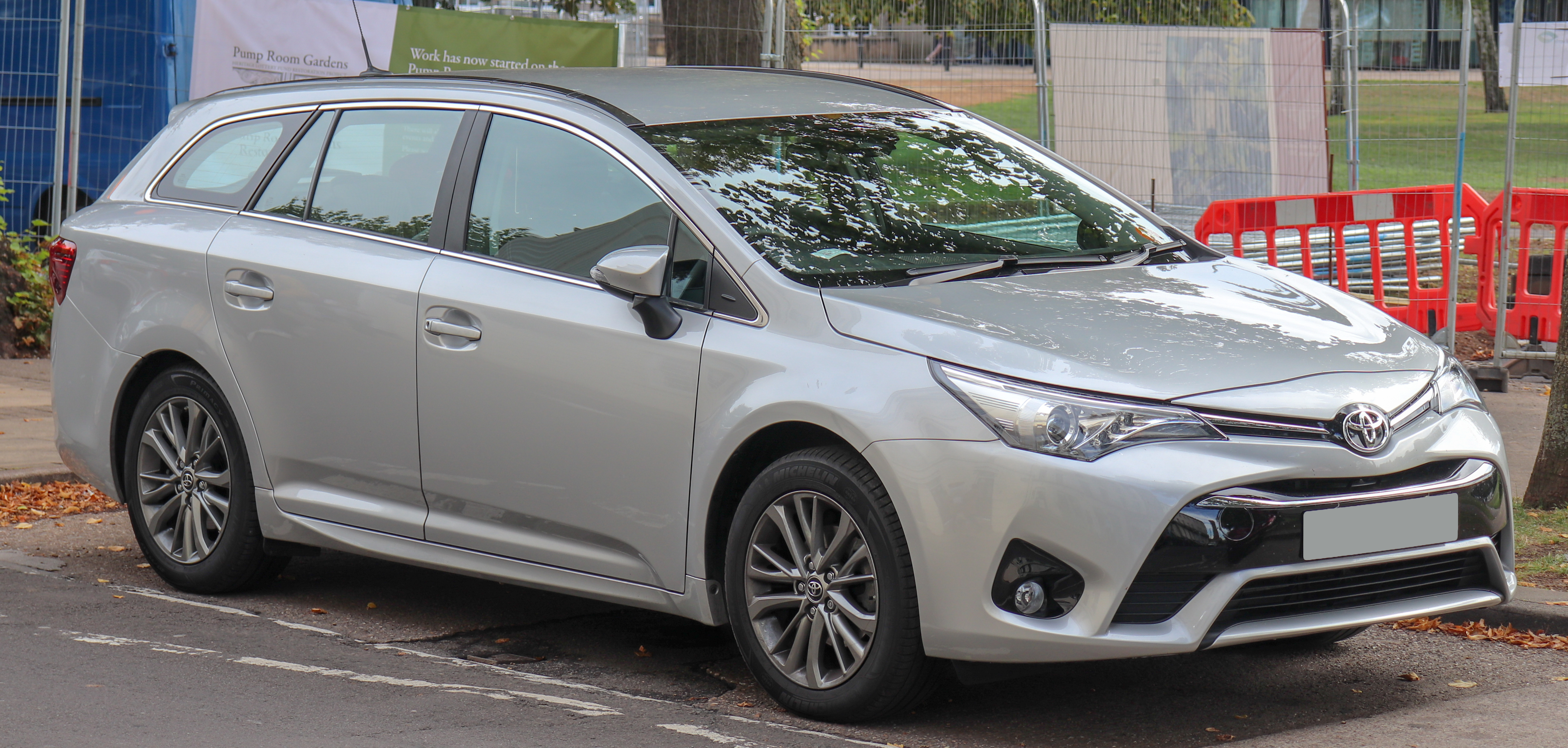
3代目アベンシスワゴン
（日本仕様は2代目）

- アベンシス（1997年、日本仕様は2003年）
  - アベンシスセダン（2003年）
  - アベンシスワゴン（2003年）

- ナディア（1998年）
- ガイア（1998年）
- プログレ（1998年）
- アルテッツァ（1998年）
  - アルテッツァジータ（2001年）

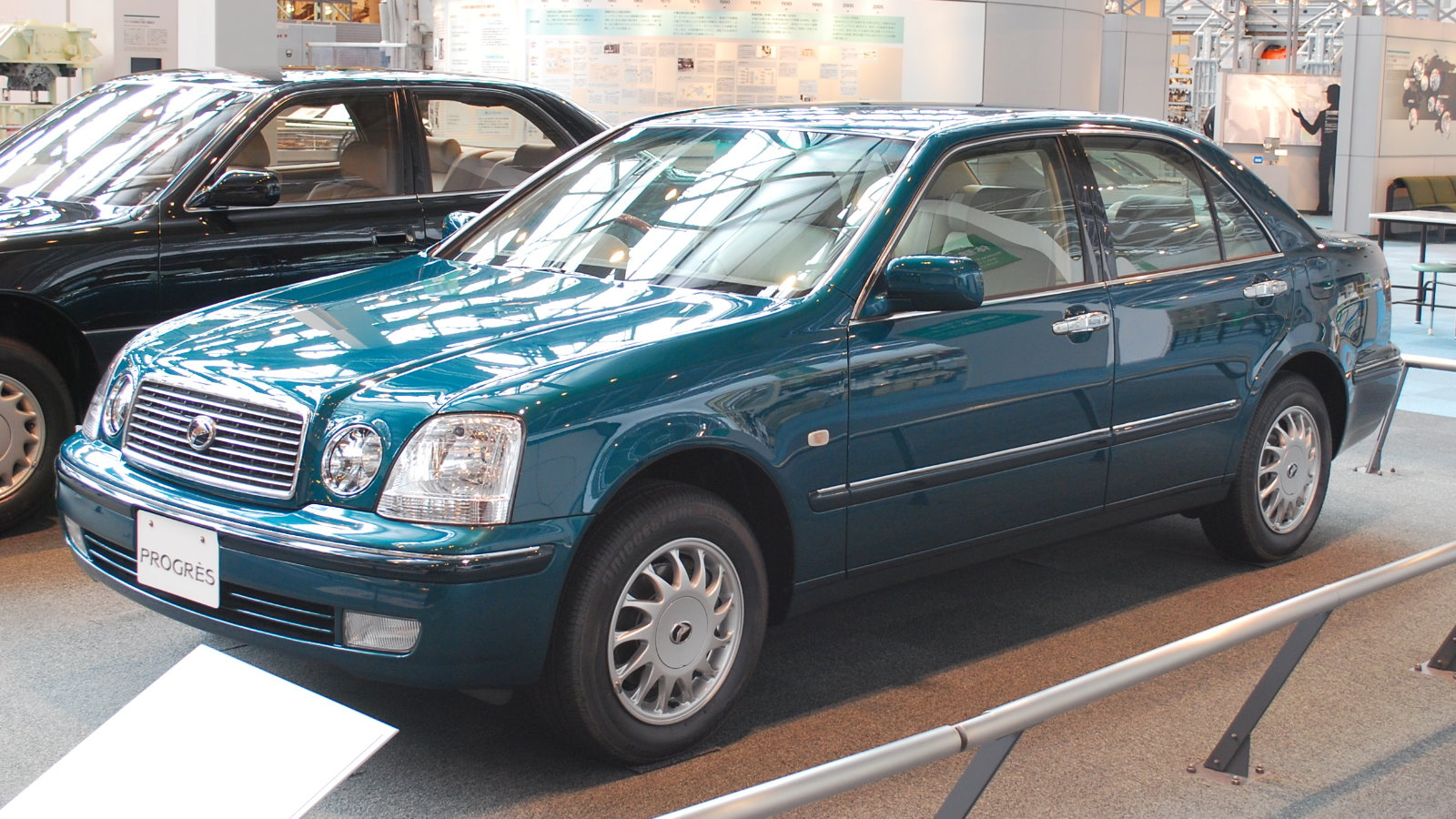
プログレ

- デュエット（1998年・ダイハツ工業からのOEM供給車種。ベース車両：ストーリア）
- ヴィッツ（1999年・ヤリスの日本向けネーミング。2020年より「ヤリス」に改称）
- プラッツ（1999年）
  - エコー（1999年・プラッツの北米市場向けネーミング）
- ファンカーゴ（1999年）
  - ヤリスヴァーソ（1999年・ファンカーゴの欧州市場向けネーミング）
- キャミ（1999年・ダイハツ工業からのOEM供給車種。ベース車両：テリオス）
- レジアスエース（1999年）
- ツーリングハイエース（1999年）
- グランドハイエース（1999年）

- MR-S（1999年）

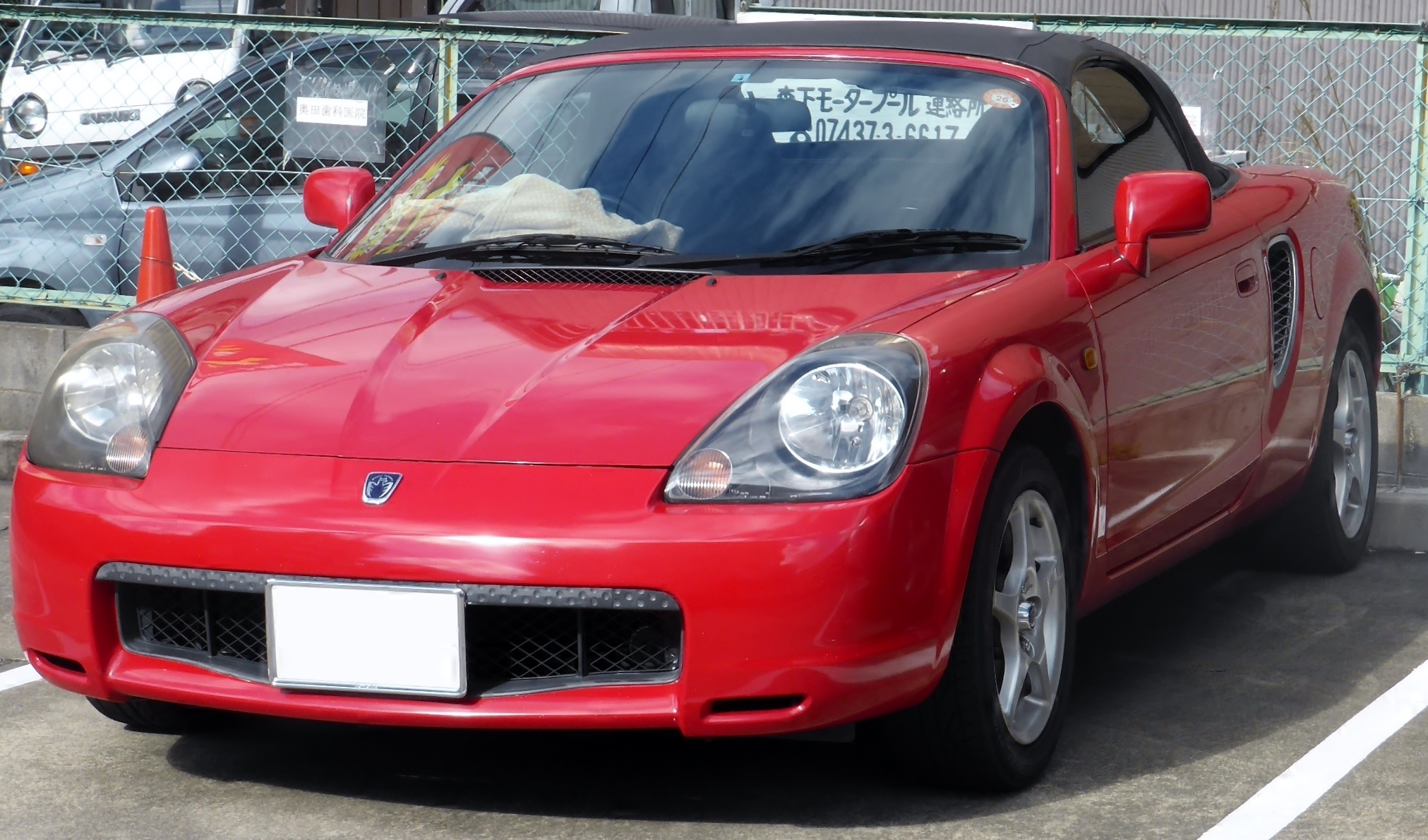
MR-S

- カムリソラーラ（1999年、北米市場専用車種）
- Opa（2000年）
- プロナード（2000年・アバロン（2代目）の日本仕様・米国からの輸入車種）
- クルーガーV（2000年）
  - クルーガーL（2003年）
  - クルーガーハイブリッド（2005年）
- オリジン（2000年）
- WiLL Vi（2000年）
- bB（2000年）
  - サイオン・xB（2004年・初代は bB、2代目はカローラルミオンの北米市場向けネーミング）
- スパーキー（2000年・ダイハツ工業からのOEM供給車種。ベース車両：アトレー7）
- アレックス（2001年）
- ブレビス（2001年）
- ヴェロッサ（2001年）
- プレミオ（2001年）
- アリオン（2001年）
- WiLL VS（2001年）
- アルファードG（2002年）
- アルファードV（2002年）
- ヴォルツ（2002年・ゼネラルモーターズ (GM) との共同開発・米国からの輸入車種。ベース車両：ポンティアック・ヴァイブ）
- マトリックス（2002年・ゼネラルモーターズ (GM) との共同開発・北米市場専用車種）
- プロボックスワゴン（2002年）
- サクシード（2002年）
- WiLL サイファ（2002年）

- ist（2002年）

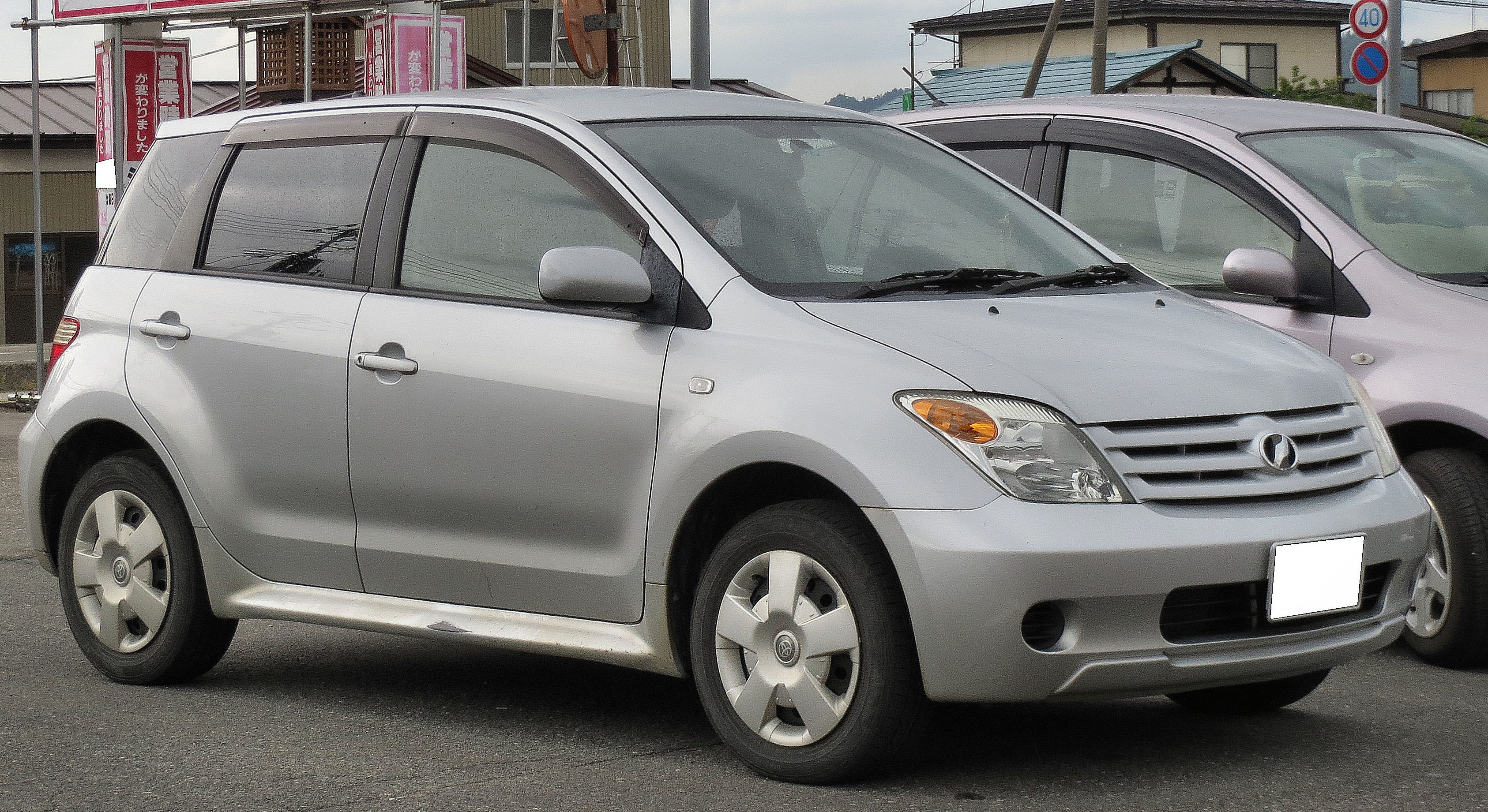
初代ist

  - サイオン・xA（2003年・istの北米市場向けネーミング）
  - アーバンクルーザー（2008年・2代目istの欧州市場向けネーミング）
- FCHV（2002年）
- ウィッシュ (2003年)
- ポルテ (2004年)
- パッソ（2004年）
- アイシス（2004年）
- マークX（2004年）
- サイオン・tC（2004年、北米市場専用車種）
- アイゴ（2005年）
- ラクティス（2005年）

- ベルタ（2005年）

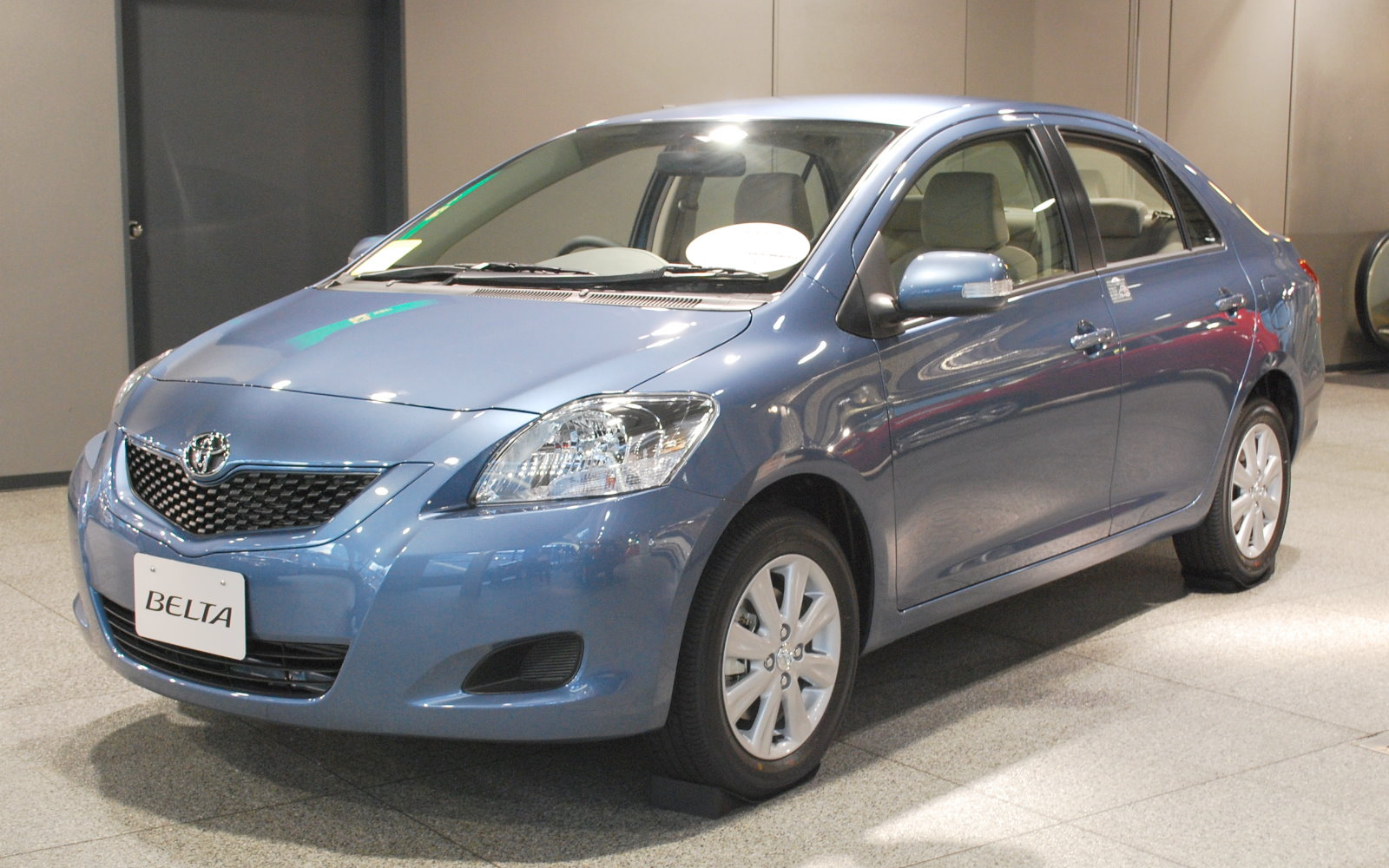
ベルタ

- ハリアーハイブリッド（2005年・初代のみ「ハリアー」とは別車種として販売）
- オーリス（2006年）
- ブレイド（2006年）
- センチュリーロイヤル（2006年・御料車/寝台車）
- オーリオン（2006年・オーストラリア、ニュージーランド、中東等で販売）
- ヴァンガード（2007年）
- マークXジオ（2007年）
- パッソセッテ（2008年・ダイハツ工業からのOEM供給車種。ベース車両：ブーンルミナス）
- iQ（2008年）
- ヴェンザ（2008年、北米市場専用車種）
- ヴァーソ（2009年、欧州市場専用車種）
- SAI（2009年）
- プリウスEX（2009年）

### 2010年代-

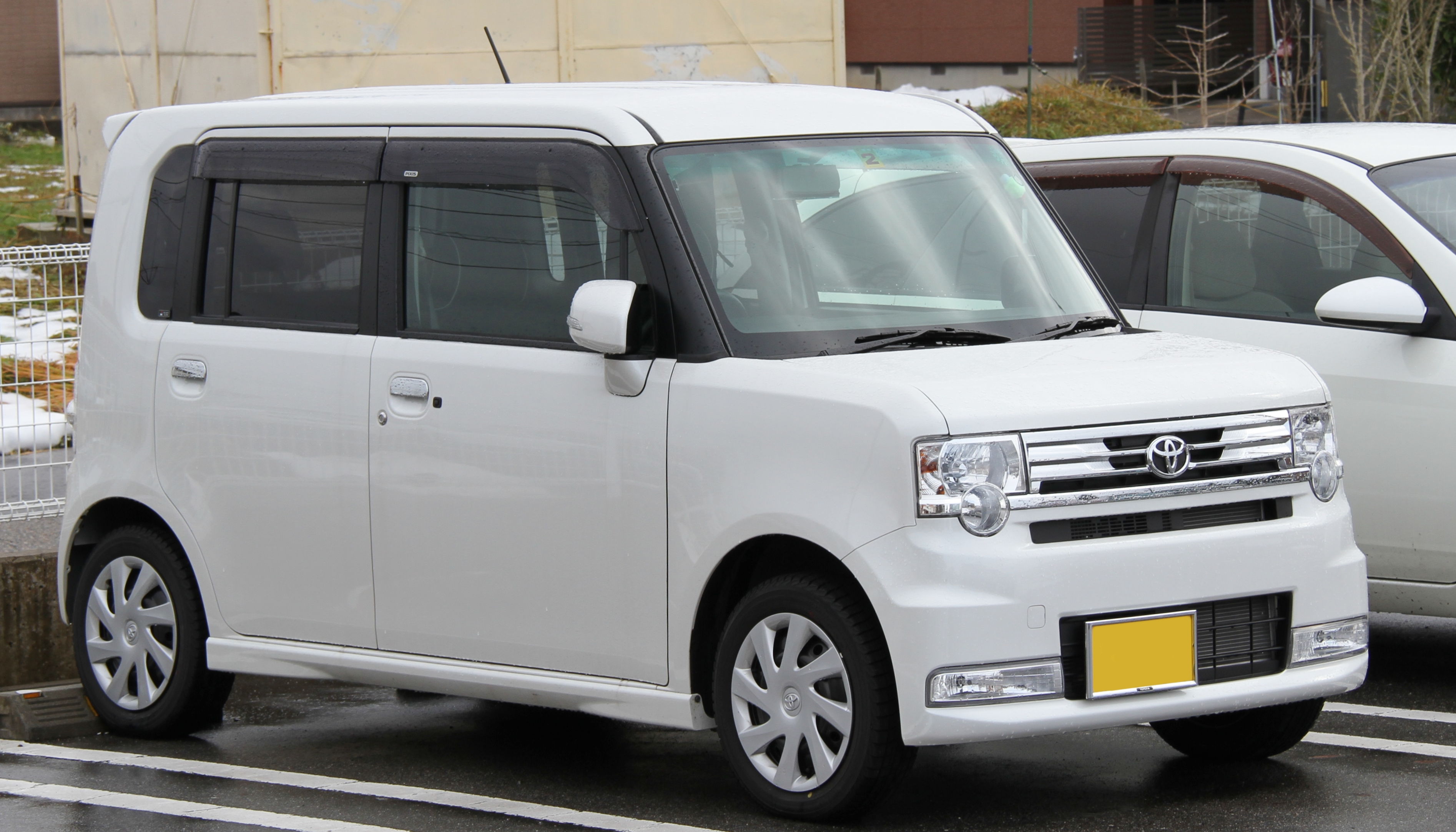
ピクシススペース
（画像はカスタム）

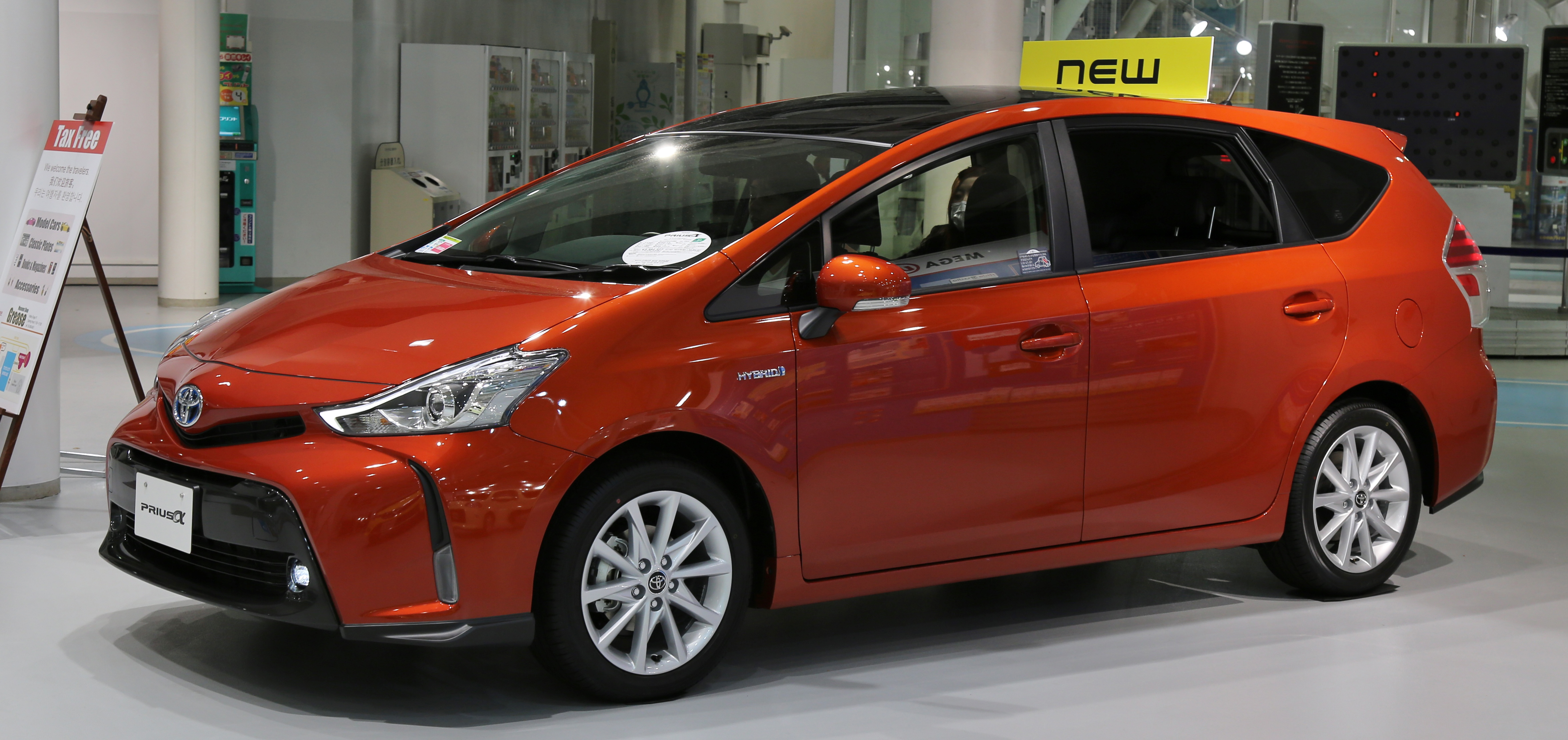
プリウスα

- ピクシススペース（2011年・ダイハツ工業からのOEM供給車種。ベース車両：ムーヴコンテ/ムーヴコンテカスタム）
- プリウスα（2011年・3代目プリウスベースのステーションワゴン）
- プリウスPHV（2011年・3代目・4代目プリウスのプラグインハイブリッド車。5代目からは1グレードに吸収）
- サイオン・FR-S（2012年・トヨタ・86の北米市場向けネーミング。2016年より「トヨタ86」に改称）
- スペイド（2012年）
- オーリス ツーリングスポーツ（2013年、欧州市場専用車種）
- エスクァイア（2014年）
- サイオン・iA（2015年・マツダからのOEM供給/北米市場専用車種。2016年に「トヨタ ヤリスiA」、2018年に「トヨタ ヤリス（セダン）」に改称）
- サイオン・iM（2015年・初代オーリスの北米市場向けネーミング。2016年より「トヨタ カローラiM」に改称）
- ピクシスメガ（2015年・ダイハツ工業からのOEM供給車種。ベース車両：ウェイク）
- ピクシスジョイ（2016年・ダイハツ工業からのOEM供給車種。ベース車両：キャスト）
- タンク（2016年・ダイハツ工業からのOEM供給車種。ベース車両：トール/トールカスタム）
- グランエース（2019年・6代目ハイエースのハイオーナー仕様。台湾やオーストラリアでは「グランビア」、タイでは「マジェスティ」の車名で販売。）
- RAV4 PHV（2020年・5代目RAV4のプラグインハイブリッド車。2022年10月の改良にて、RAV4の1グレードに吸収）
- アーバンクルーザー（2020年・スズキからのOEM供給車種。ベース車両：スズキ・ビターラブレッツァ）